# Polonia
La Polonia, ufficialmente Repubblica di Polonia (in polacco Rzeczpospolita Polska, nel linguaggio comune Polska), è uno Stato situato nell'Europa centrale, membro dell'Unione europea, della NATO e dell'ONU. La Polonia ha una popolazione di 38 036 118 abitanti e una superficie di 312696 km². La città principale, nonché capitale, è Varsavia (in polacco Warszawa). Confina a ovest con la Germania, a sud con la Repubblica Ceca e la Slovacchia, a est con l'Ucraina e la Bielorussia, a nordest con la Lituania e con l'exclave russa di Kaliningrad; a nord è bagnata dal mar Baltico.
Lo Stato polacco ha una storia lunga più di un millennio; nel XVI secolo, sotto la dinastia degli Jagelloni, e specialmente sotto Giovanni III Sobieski, era uno dei paesi europei più potenti e influenti, per poi cessare di esistere per 123 anni, in quanto diviso tra gli imperi della Russia, dell'Austria-Ungheria e del Regno di Prussia. L'indipendenza venne riguadagnata nel 1918, in seguito alla prima guerra mondiale, come Seconda Repubblica di Polonia. Dopo la seconda guerra mondiale, divenne uno Stato satellite dell'Unione Sovietica, conosciuto come Repubblica Popolare Polacca (Polska Rzeczpospolita Ludowa o PRL). Nel 1989 le prime elezioni libere dopo la seconda guerra mondiale si conclusero con la vittoria del Movimento per la libertà sul Partito comunista. In base agli accordi di Schengen, il 12 marzo 1999 la Polonia è stata ammessa alla NATO, mentre l'ingresso nell'Unione europea è avvenuto il 1º maggio 2004.
La Polonia è un paese sviluppato, con un'economia avanzata e alti standard di vita. Dalla fine del periodo comunista ha conosciuto un innalzamento del tasso di sviluppo e un'accelerazione dell'economia, tuttora in corso.

## Storia
La Polonia fu abitata inizialmente dai Celti nella Slesia e nella parte occidentale tra il IV e il I secolo a.C., quando comparvero anche i Germani. A partire dal V e VI secolo d.C. entrambi i popoli vennero assorbiti dalle popolazioni slave occidentali. Tuttavia l'antico Regno polacco cominciò a prendere una forma unitaria solo nella metà del X secolo, sotto la dinastia dei Piast, e per la precisione sotto Mieszko (Miecislao I).

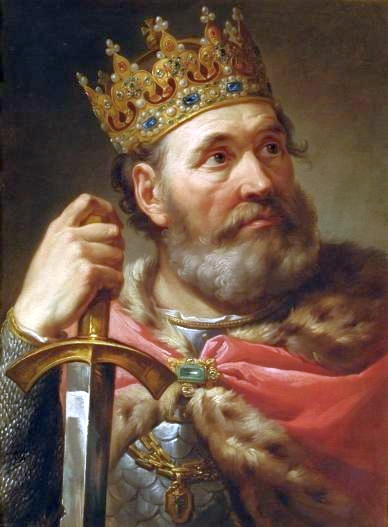
Boleslao I, il primo re di Polonia e figlio del duca Miecislao.

Infatti risulta che nel 966, dopo aver riunito intorno alla rocca di Gniezno una prima rudimentale comunità nazionale, qui si scelse anche la bandiera che ancora oggi è quella della Repubblica di Polonia, un'aquila d'argento (di colore bianco) su sfondo rosso. Secondo la leggenda si scelse questo tema a causa del ritrovamento di un nido di aquilotti durante i lavori di costruzione della città di Gniezno. Miecislao si convertì successivamente al cristianesimo, secondo alcuni per compiacere sua moglie, una principessa Boema, ma sicuramente anche per godere della protezione della Chiesa ed evitare la colonizzazione germanica.
Nel XII secolo la Polonia si frammentò in molti piccoli stati, che nel 1241 vennero depredati dalle armate Mongole dell'Orda d'Oro. 

Sotto la dinastia Jagellone, venne accordata un'alleanza con la vicina Lituania, e l'epoca d'oro arrivò nel XVI secolo con l'unione tra i due stati (Unione di Lublino, 1569), nella Confederazione polacco-lituana. La principessa italiana Bona Sforza D'Aragona nel 1518 divenne la seconda moglie del re di Polonia Sigismondo I il Vecchio, ha dato alla luce tre future regine (Isabella Jagellona - regina d'Ungheria, Caterina Jagellona - regina di Svezia, Anna Jagellona - regina di Polonia) e figlio di Sigismondo August - re di Polonia che ereditò dalla madre i due principati italiani di Bari e Rossano.

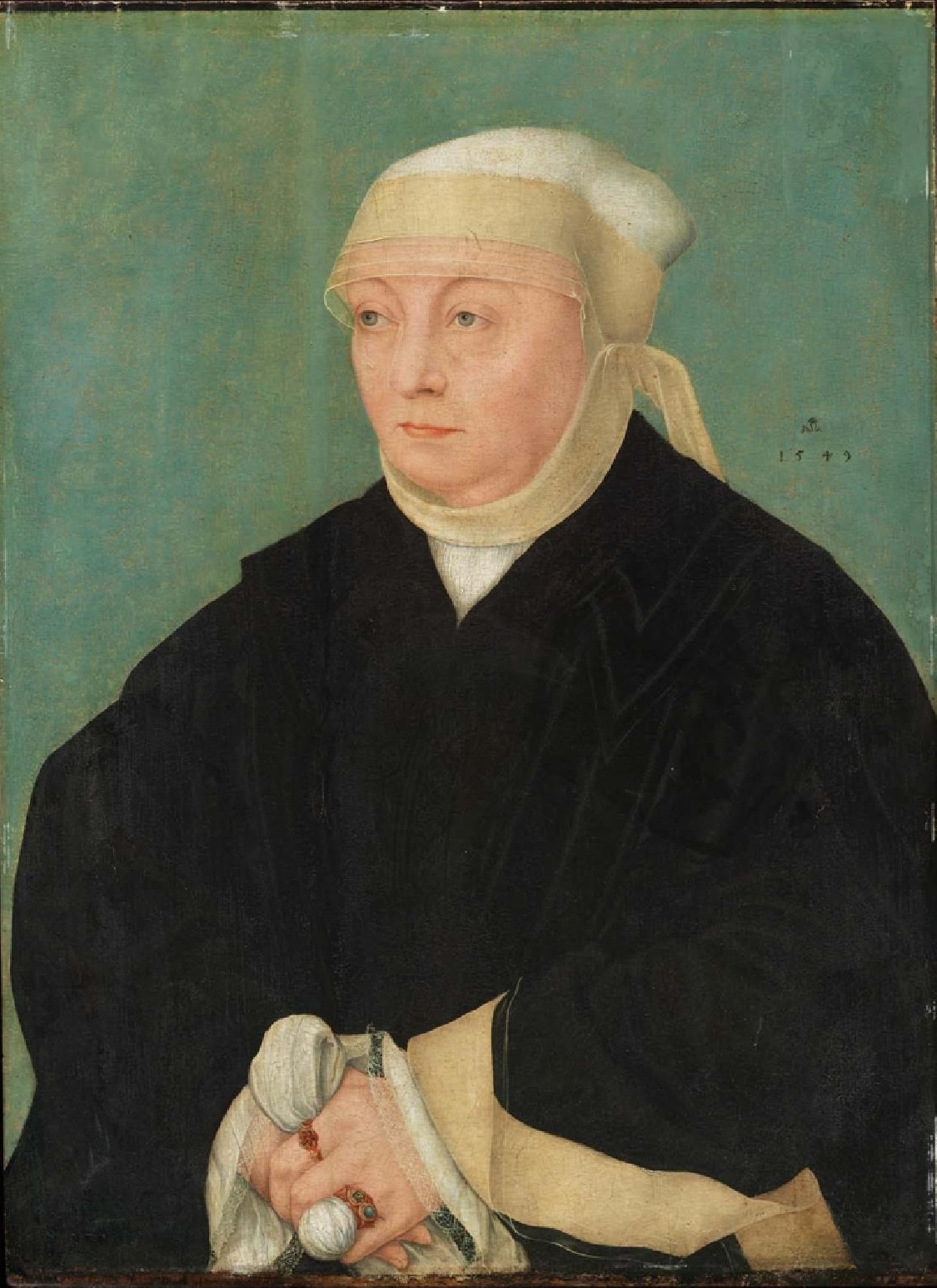
La principessa italiana Bona Sforza D'Aragona nel 1518 divenne la seconda moglie del re di Polonia Sigismondo il Vecchio, regina di Polonia, granduchessa di Lituania, Duchessa di Bari e Rossano, erede al Regno di Gerusalemme dal 1524.

La corte reale polacca era affascinata dalla cultura italiana, che si manifesta in molti monumenti dell'architettura rinascimentale in Polonia (cortile ad arcate del castello di Wawel, edifici rinascimentali a Cracovia, Tarnów, Zamość, ecc.).
Durante il XVI secolo, a seguito delle vittorie contro la Russia, la Confederazione riuscì ad imporsi come una delle maggiori potenze in Europa; tuttavia la scarsa centralizzazione del potere regio e la natura elettiva di questo, la portò con il tempo ad indebolirsi fino a quando non venne letteralmente spartita tra impero asburgico, impero russo e regno prussiano.

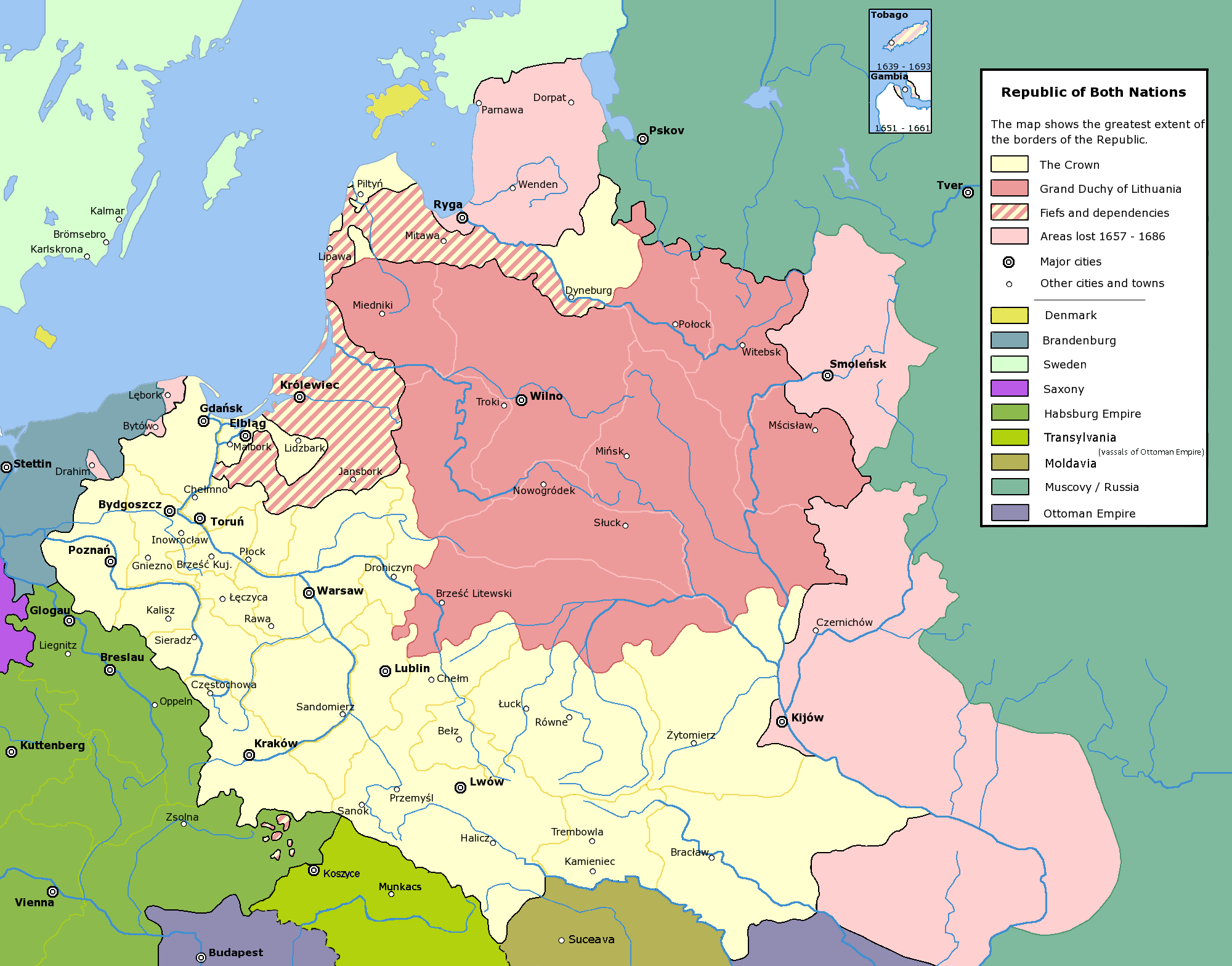
La Confederazione polacco-lituana al suo apice (metà del XVII secolo).

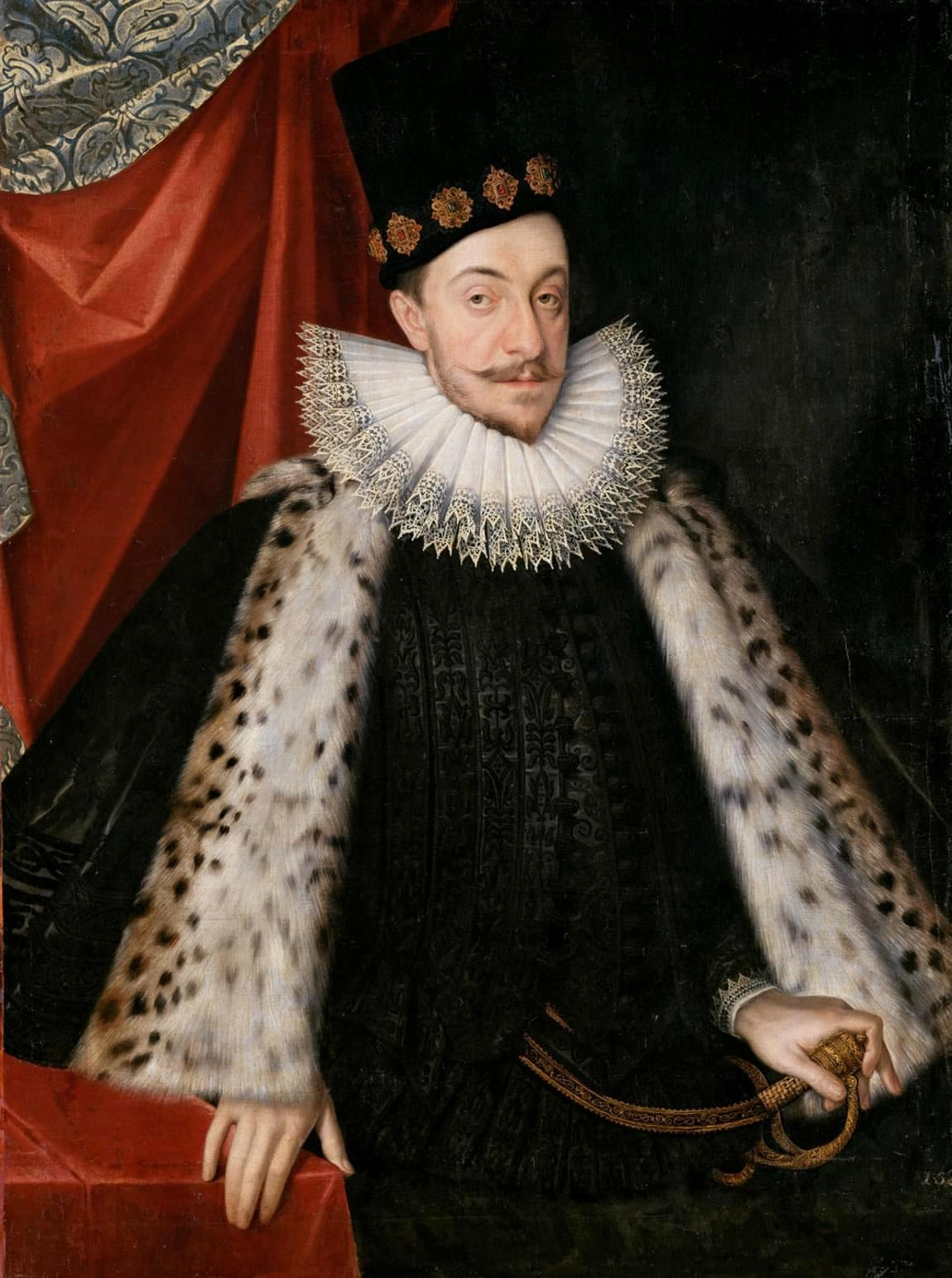
Sigismondo III, re di Polonia e Svezia. Durante il suo regno la Polonia si estendeva per oltre un milione di chilometri quadrati. Trasferì la capitale da Cracovia a Varsavia nel 1596.

I sudditi polacchi godevano di grande libertà ed esisteva un sistema parlamentare, anche se i benefici di quest'ultimo erano limitati alla szlachta (nobiltà). Da quel tempo i polacchi si sono dati il nome di Nazione della gente libera. Nel 1655, la Polonia perse la seconda guerra del nord contro la Svezia, e ciò diede inizio al cosiddetto Potop ("diluvio"), che si concluse nel 1660 con la pace di Oliva (o Oliwa).
Vi furono inoltre numerose guerre contro l'Impero ottomano, la Russia, la Svezia, la Transilvania e la Prussia-Brandeburgo che finirono nel 1699.

### La spartizione e la sottomissione allo straniero
Nei successivi 80 anni, l'elettività del sovrano e il principio del liberum veto nella Camera dei deputati della Polonia provocarono lo svanire del potere centrale ed il raggiungimento di un punto morto nelle istituzioni, indebolirono la nazione, e portarono alla sottomissione da parte di Austria, Prussia e Russia. L'Illuminismo in Polonia fomentò un crescente movimento nazionale per restaurare lo stato, il cui risultato fu la prima costituzione scritta d'Europa, nel 1791, la Costituzione polacca di maggio (festeggiata il 3 maggio). Il processo di riforme causò un intervento esterno e una serie di spartizioni della Polonia fra Austria, Russia e Prussia nel 1772, 1793 e 1795; al termine, la Polonia venne completamente cancellata dalle carte geografiche. I polacchi risentirono la mancanza di libertà e più volte si ribellarono contro gli oppressori (vedi Elenco delle ribellioni polacche).
Napoleone creò uno Stato dipendente dalla Francia in territorio polacco, il Granducato di Varsavia, governato da Federico Augusto I di Sassonia. Dopo le guerre napoleoniche, una ricostituzione dello Stato polacco, il Regno di Polonia conosciuto come "Polonia del Congresso", governato dallo zar russo, possedeva una costituzione liberale. Tuttavia gli zar russi ridussero presto le libertà della Polonia, finché la Russia annesse di fatto il paese. Più tardi, nel XIX secolo, la Galizia governata dall'Austria divenne l'oasi polacca della libertà. Durante la prima guerra mondiale tutti gli Alleati concordarono nella ricostituzione della Polonia come stato cuscinetto tra Germania e Russia ed il presidente degli Stati Uniti Woodrow Wilson la proclamò nel punto 13 dei suoi quattordici punti.

### L'indipendenza
Poco dopo la capitolazione della Germania nel novembre 1918, la Polonia riguadagnò l'indipendenza come Seconda Repubblica di Polonia.
Ad oriente però la tensione crebbe nei confronti della Repubblica Socialista Federativa Sovietica Russa, allora alle prese con una guerra civile e con le difficoltà della nascente Rivoluzione bolscevica. Nell'aprile del 1920 il governo polacco, considerata la situazione della federazione Sovietica, rivendicò i territori al confine orientale, abitati in parte da popolazioni di etnia non polacca (lituani, ucraini e bielorussi), prima appartenenti alla Polonia. Dopo qualche tentativo diplomatico, iniziarono diverse scaramucce di frontiera con scontri armati sempre più violenti.

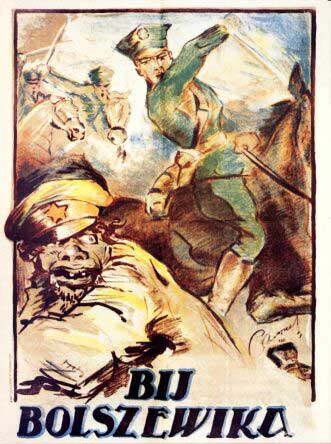
Il testo recita "Colpire il bolscevico".

Lo scenario cambiò nel giro di un altro mese con l'offensiva sovietica; a metà di questa gli inglesi si offrirono di mediare le trattative, ma fu la Russia bolscevica a rifiutare e l'Armata Rossa fra giugno e luglio scatenò una controffensiva giungendo alle porte di Varsavia, ma poi la Polonia cambiò le sorti della guerra ancora una volta con una delle battaglie più decisive della storia, definita dai giornali dell'epoca, "il miracolo della Vistola".
Nel contrattacco che ne seguì, la Polonia rioccupò buona parte dei territori perduti ritornando praticamente sulle posizioni iniziali, in quella che oggi è chiamata Bielorussia, la cui popolazione era polacca per più del 50% così come nel territorio di Vilna, e la parte più occidentale dell'Ucraina.
La Russia bolscevica, ancora alle prese con la propria guerra civile e con disordini interni, desistette dalla lotta, e col trattato di Riga del 1921 riconobbe le frontiere polacche in Bielorussia ed in Ucraina, fissando il confine russo-polacco secondo quanto stabilito alla fine della prima guerra mondiale. Il territorio di Vilna, rivendicato dalla Lituania con l'assenso dei russi, fu poi annesso alla Polonia nel 1922, tramite plebiscito (dimostrando così la prevalenza dell'etnia polacca in quei territori).
Infine l'Alta Slesia fu acquisita grazie alla guerra polacco-cecoslovacca.
Tali confini restarono sostanzialmente invariati fino al settembre del 1939, tranne l'acquisizione di Cieszyn/Teschen a spese della Cecoslovacchia.

### La seconda guerra mondiale

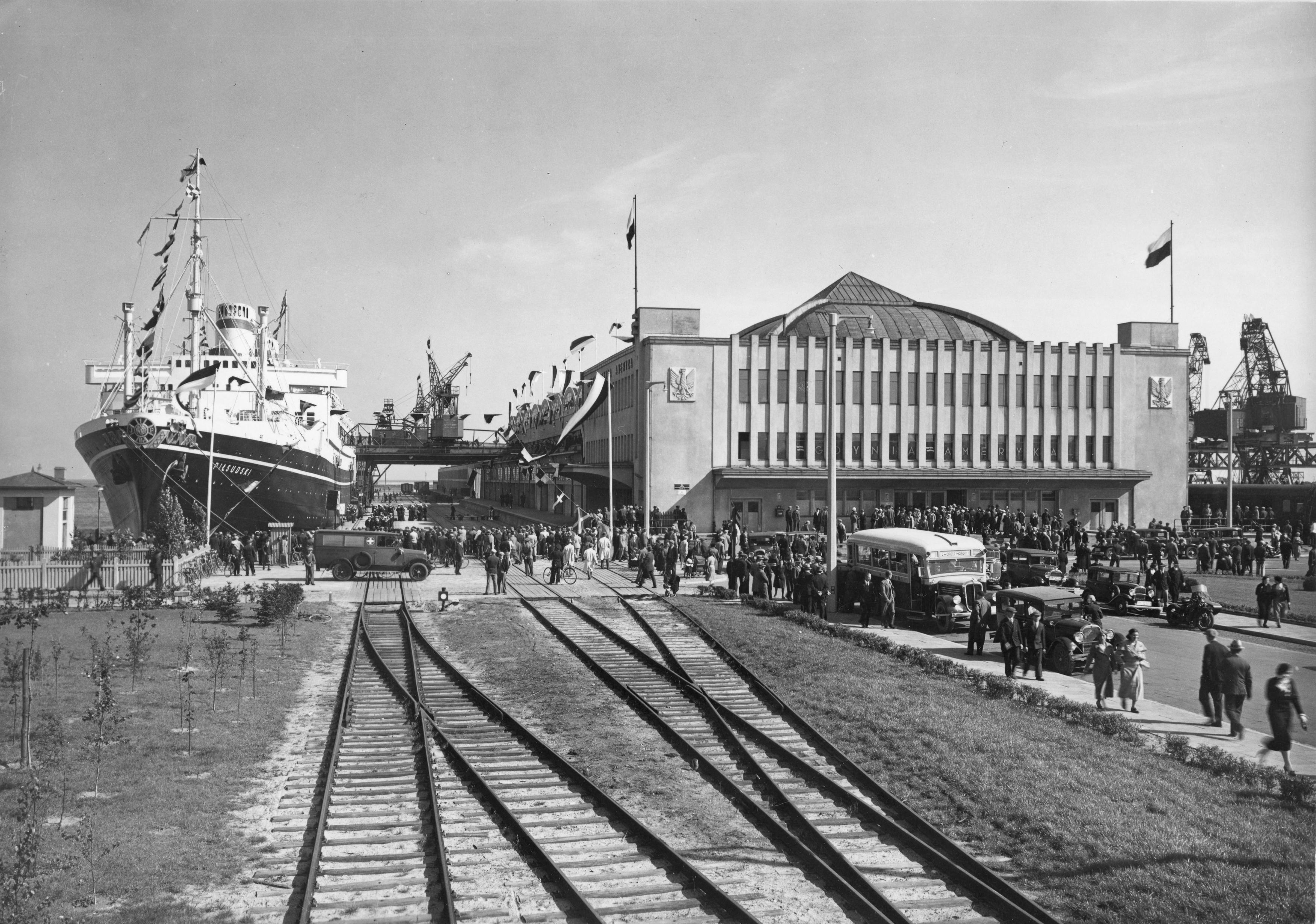
Gdynia nel 1938

La Seconda Repubblica di Polonia ebbe sin dall'inizio relazioni tese con i suoi due vicini più potenti, la Germania (che rivendicava la Prussia Occidentale e Danzica) e l'URSS (che rivendicava i territori orientali, caratterizzati da una forte presenza di bielorussi ed ucraini). Sebbene fino alla metà degli anni trenta il capo di stato maggiore Józef Piłsudski fosse riuscito a stabilizzare i rapporti con Russia e Germania, a partire dalla sua morte la situazione iniziò a peggiorare, in particolare col Terzo Reich, col rifiuto della Polonia di aderire al patto anticomintern e di concedere la costruzione di una strada extra-territoriale che collegasse la Città Libera di Danzica alla Germania passando per il cosiddetto corridoio polacco.
Adirato da tale presa di posizione, Hitler, che stava proseguendo la sua politica di creazione del Grande Reich, iniziò a riarmare gradualmente la Germania grazie alle miti politiche di appeasement di Francia ed Inghilterra che rifiutarono una collaborazione con l'Unione Sovietica in chiave anti-hitleriana. All'inizio del 1939, dopo aver inglobato Austria e Sudeti, progettò un attacco armato alla Polonia, e in agosto impose un ultimatum chiedendo la cessione non solo di Danzica, ma anche del suo corridoio come unica alternativa alla guerra; il rifiuto della Polonia, incoraggiata dalle garanzie anglo-francesi di intervento, portò all'aggressione tedesca provocando lo scoppio della seconda guerra mondiale.

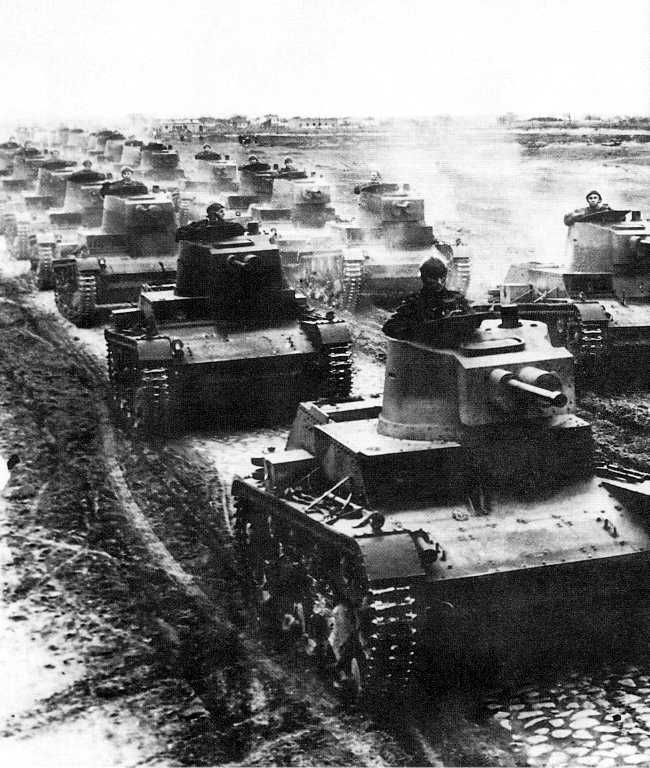
Carro armato leggero 7TP dell'esercito polacco in manovra.

Per giustificare agli occhi dell'opinione pubblica tedesca l'invasione della Polonia Hitler inscenò un finto attacco ad una stazione radio tedesca. Il territorio polacco fu invaso dalle truppe del Terzo Reich e dall'Unione Sovietica e spartito fra i due stati aggressori sulla base di quanto stabilito dal patto Molotov-Ribbentrop, un trattato di non aggressione con clausola segreta di spartizione della Polonia e dei Paesi baltici.
Le ostilità iniziarono il 1º settembre 1939; la Polonia, per quanto stato governato da una giunta ideologicamente militarista, era completamente impreparata di fronte alla velocità e la violenza degli attacchi tedeschi, per via del fallimento nella modernizzazione dell'esercito. La situazione si aggravò quando l'esercito polacco, impegnato duramente ad ovest dalla Wehrmacht fu attaccato anche da est dall'Armata Rossa il 17 settembre, senza alcuna dichiarazione di guerra da parte dell'Unione Sovietica.

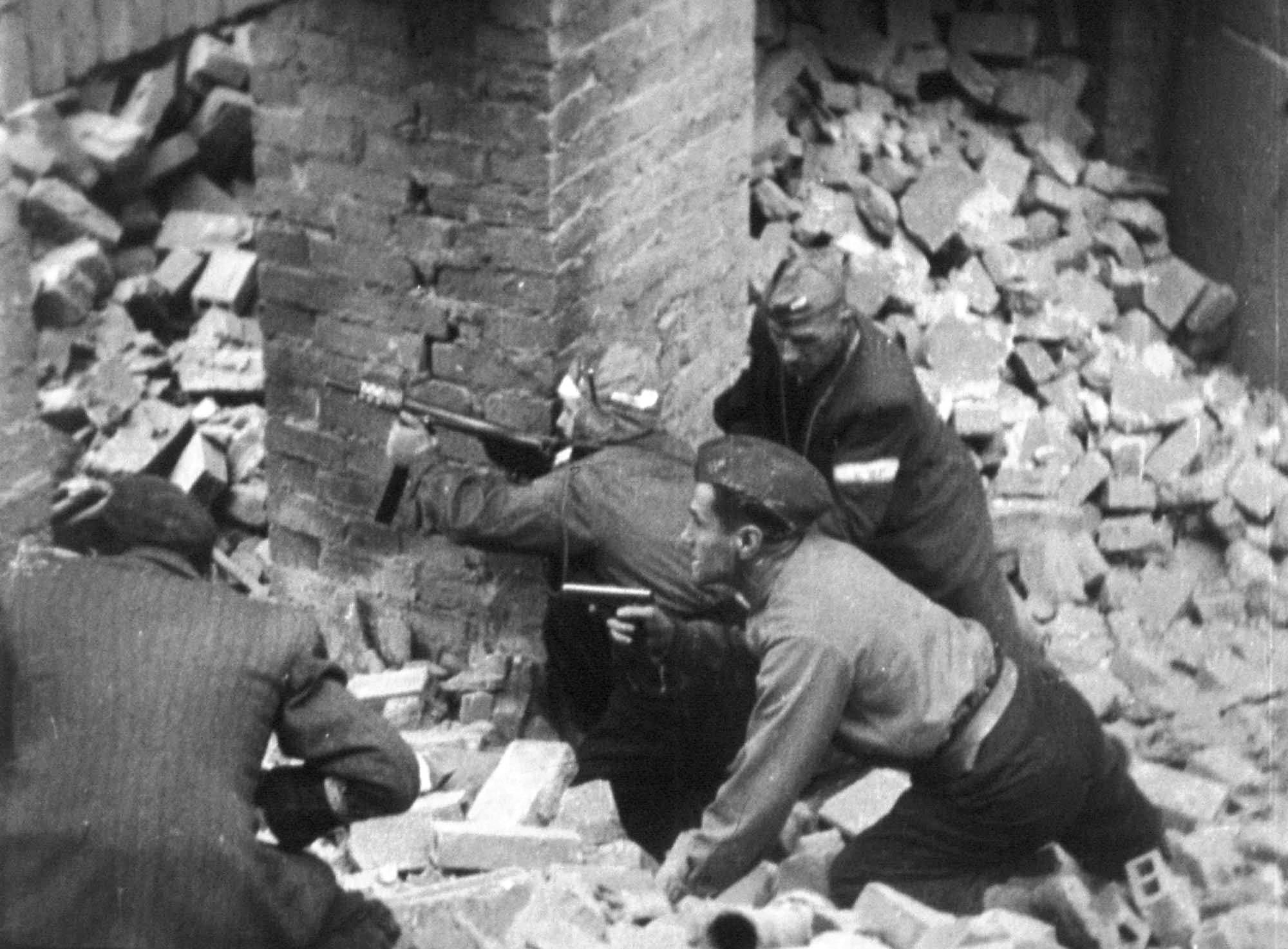
Combattimenti durante la rivolta di Varsavia.

Tutto il paese soffrì gravemente durante il periodo dell'occupazione (vedi anche Governatorato Generale), anche perché tra tutte le nazioni coinvolte nella guerra la Polonia perse la percentuale maggiore di cittadini: circa 5,5 milioni di persone perirono per le varie cause legate alla guerra. Lo stato maggiore polacco venne fisicamente eliminato dai sovietici nel massacro di Katyn' e 100 000 civili polacchi furono deportati nei gulag della Siberia e degli Urali. Solo negli ultimi anni di guerra si sarebbe formato un comitato di resistenza, la cui azione più importante fu senza dubbio la rivolta di Varsavia (tra 150 000 e 225 000 vittime tra civili e partigiani) del 1944. In generale, comunque, i contributi dei soldati e dei partigiani polacchi furono ignorati a fine guerra dagli Alleati, che riconobbero l'annessione della Polonia orientale all'URSS.

### Il periodo comunista

Linea Curzon, che definisce i territori polacchi orientali annessi dall'Unione Sovietica dopo il 1945 e gli ex territori tedeschi annessi alla Polonia.

Dopo la guerra, le frontiere della Polonia vennero spinte ad ovest; il confine est alla linea Curzon, avallando le pretese sovietiche, ed il confine ovest alla linea Oder-Neisse per circa 200 km. Dopo lo spostamento, la Polonia perse ad est 188000 km² (15 milioni di abitanti) a favore dell'Unione Sovietica e guadagnò 122000 km² a spese della Germania. Lo spostamento delle frontiere causò anche la migrazione verso ovest di milioni di persone, polacchi e tedeschi in fuga dai territori amputati dai rispettivi paesi ed ucraini trasportati a ripopolare le terre conquistate. La vittoria dell'Unione Sovietica portò l'ascesa di un governo comunista. Nel 1948 si ebbe una svolta verso lo Stalinismo. La Repubblica Popolare di Polonia, venne ufficialmente proclamata nel 1952. Nel 1956 dopo la rivolta di Poznań il regime divenne meno oppressivo, liberando molte persone dalle prigioni ed espandendo in parte le libertà personali. 
Gli scioperi dei lavoratori nel 1980 portarono alla formazione di un sindacato indipendente, Solidarność, che con il tempo divenne una forza politica, appoggiata ufficialmente dal Vaticano dagli ambienti occidentali europei e statunitensi. Tuttavia, temendo un intervento militare sovietico (siamo ancora sotto piena Dottrina Brežnev), il generale Wojciech Jaruzelski con un colpo di stato nel dicembre 1981 si sostituisce a Stanisław Kania alla guida della nazione e impone la legge marziale - sospende le attività di Solidarność, e Lech Wałęsa viene arrestato. Negli anni successivi il regime comunista continua a mantenere il controllo della Polonia in un crescendo però di malcontento generale.

### Il liberalismo

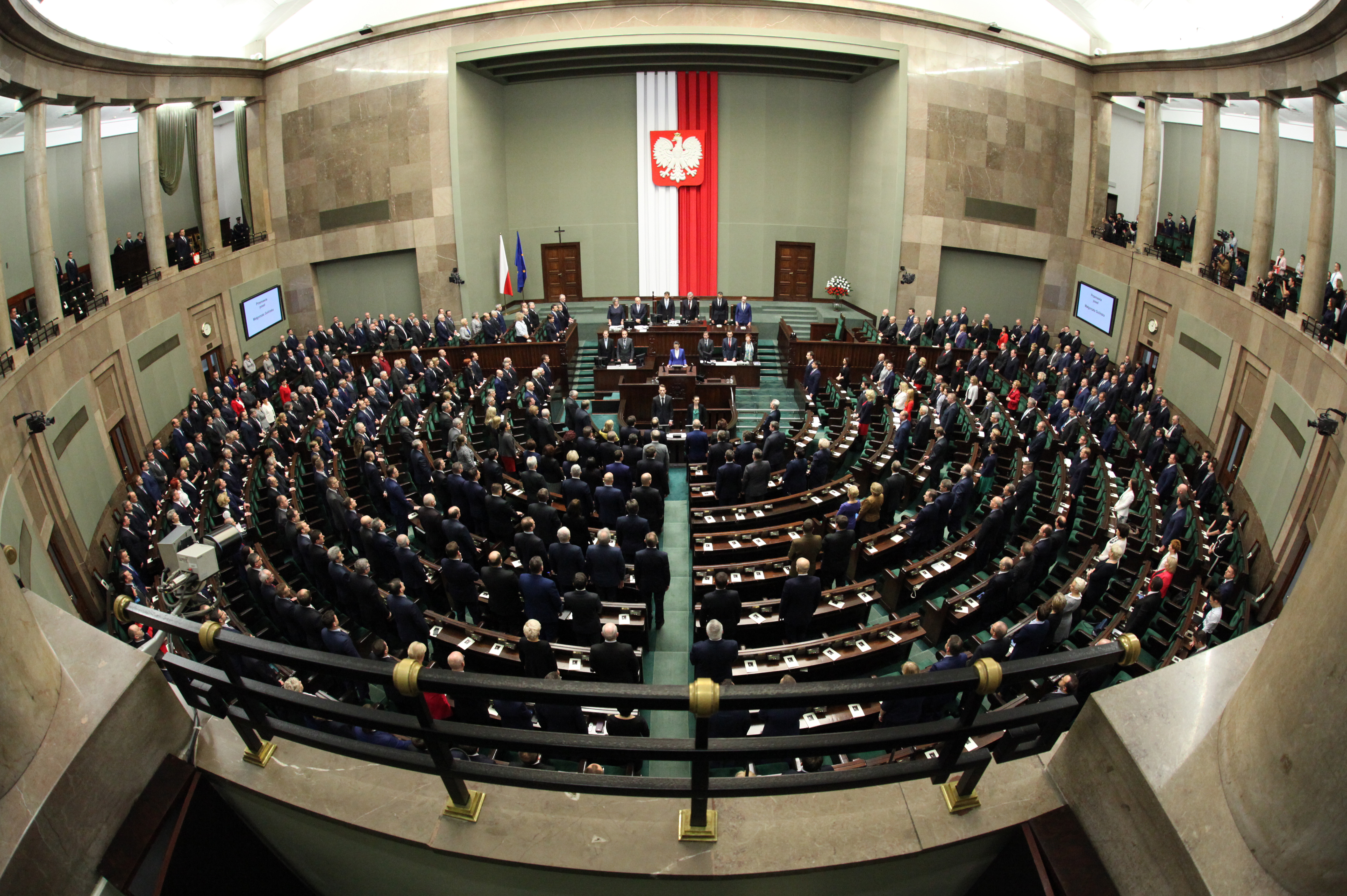
Sejm, camera bassa del Parlamento polacco.

Solidarność per quanto combattuto dal regime, continuò le sue attività sotterraneamente e col tempo erose il dominio del partito comunista; nel 1989 venne legalmente riconosciuto dal regime e vinse le elezioni parlamentari (vedi Rivoluzioni del 1989), così nel 1990 Lech Wałęsa divenne il primo presidente eletto. Vennero riconosciuti diversi diritti civili e umani, tra cui la libertà di parola ed il liberalismo. Tuttavia, il sistema politico era instabile: ci furono elezioni nel 1991, nelle quali nessun partito ottenne più del 15% dei voti o dei seggi, e nel 1993, in cui si affermarono l'Alleanza della Sinistra Democratica (SLD, post-comunista) e il Partito Popolare Polacco (PSL), ma senza che nessuno dei due ottenesse la maggioranza assoluta.
La transizione dall'economia centralizzata all'economia di mercato non fu facile. Un programma di terapia shock causò il crollo dell'economia nei primi anni 1990 e permise alla nazione di trasformare la sua economia in una delle conformate ai criteri dell'economia neoliberale dell'Europa centrale. La Polonia fu il primo tra i paesi post-comunisti a riguadagnare sul PIL.
Nel 1995 il socialdemocratico Aleksander Kwaśniewski (SLD) sconfisse al ballottaggio Lech Wałęsa e gli succedette come presidente, venendo confermato nel 2000. Nel frattempo, la coalizione tra SLD e PSL veniva bocciata dagli elettori nel 1997 ma riconfermata nel 2001, nelle quali comparvero due nuove formazioni di destra, la nazionalista Diritto e Giustizia (PiS) e la conservatrice Piattaforma Civica (PO).
Il 12 marzo 1999 venne accettata la sua domanda di ammissione alla NATO. L'8 giugno 2003 il 77,4% dei polacchi in un referendum approvò l'adesione all'Unione europea, cui seguì nella primavera del 2004 con l'effettività dell'adesione e la seguente partecipazione alle previste elezioni per il Parlamento europeo.
Alle elezioni parlamentari in Polonia del 2005, PiS e PO conquistarono alleate una vasta maggioranza parlamentare, nell'ottobre 2005 si sono svolte le elezioni presidenziali che hanno portato all'elezione di Lech Kaczyński, vanamente contrastato da Donald Tusk. La maggioranza euroscettica guidata dal PiS contro PO è presto implosa, forzata a convocare elezioni anticipate nel 2007, nelle quali ha trionfato PO. Il presidente polacco Lech Kaczynski, in data 27 novembre 2009 ha firmato l'emendamento (approvato all'unanimità, dal Parlamento polacco, il 25 settembre dello stesso anno) che introduce l'apologia di reato comunista, vietando e perseguendo penalmente "produzione, diffusione (anche tramite internet) e possesso di simboli, propaganda e idee legate al comunismo. La pena per chi viene colto in flagrante può arrivare a 2 anni di reclusione. Sempre il 27 novembre 2009, il Presidente Lech Kaczynski ha reso obbligatoria la castrazione chimica su chi abusa di minorenni al di sotto dei 15 anni di età (tratto dalla Gazzetta Ufficiale polacca).
Il 10 aprile 2010 il presidente Lech Kaczyński, insieme alla moglie ed a gran parte della classe dirigente polacca, muore a bordo del Tupolev Tu-154 in un incidente aereo avvenuto in Russia; a lungo sono sospettati come responsabili dell'accaduto i servizi segreti russi. A giugno è eletto il suo successore, Bronisław Komorowski, che ha avuto la meglio sul fratello gemello di Lech Kaczyński, Jarosław.

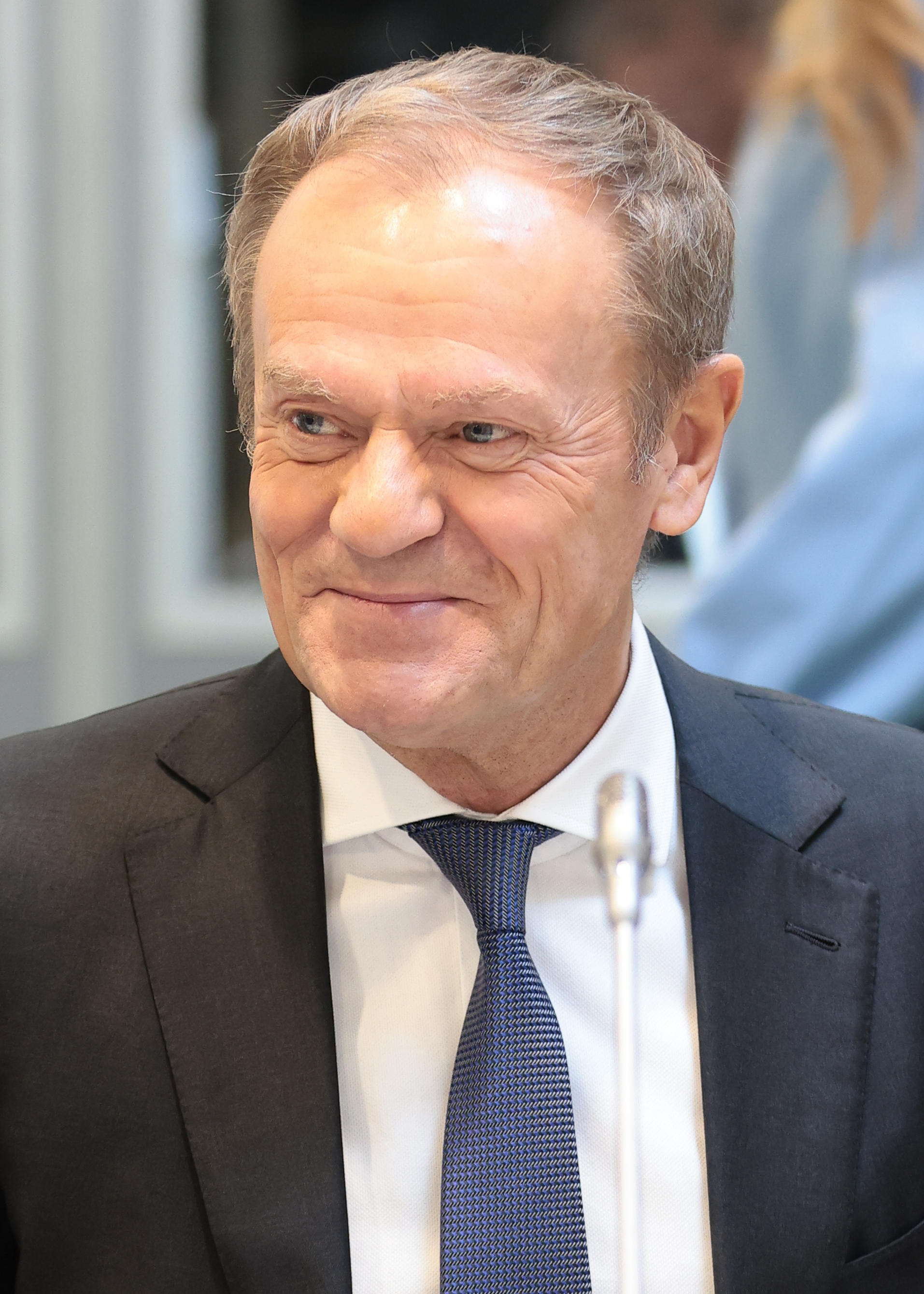
Donald Tusk, attuale primo ministro polacco. Ha rivestito la stessa carica dal 2007 al 2014, anno in cui è divenuto Presidente del Consiglio europeo fino al 2019.

Dal 22 settembre 2014 era in carica il governo di Ewa Bożena Kopacz. Alle elezioni parlamentari in Polonia del 2015 vince il PiS. Alla guida del nuovo governo subentra Beata Maria Szydło, sostituita nel 2017 da Mateusz Jakub Morawiecki, appartenente anche lui al PiS e riconfermato premier a seguito delle elezioni parlamentari del 2019.
A seguito delle elezioni parlamentari del 2023 la situazione politica cambia. Il PiS è il partito più votato ma ciò non basta a raggiungere la maggioranza parlamentare, perdendo dopo otto anni. Il presidente Duda affida, comunque, a Morawiecki la formazione del nuovo governo. Esso verrà sfiduciato dal Sejm, divenendo noto nei media come "il governo delle due settimane", avendo avuto la durata di 14 giorni. Il 13 dicembre 2023, Donald Franciszek Tusk, del partito PO, diventa Presidente del Consiglio dei Ministri per la terza volta. Tusk è la persona che per più tempo ha rivestito la carica di premier in Polonia.

Karol Nawrocki, attuale presidente della Polonia.

La Presidenza della Polonia, dal 2015, è derivante dal partito PiS (sebbene, durante il mandato, il presidente in carica non può essere iscritto a nessuna formazione politica). Per dieci anni è stato presidente Andrzej Sebastian Duda. L'attuale presidente della Polonia è Karol Tadeusz Nawrocki, eletto nel 2025.
Secondo il sito V-dem, che misura il livello di democrazia in un Paese, dopo un picco in basso dall'alto valore di 0.8 a 0.4, nel 2024, grazie ai cambiamenti politici del 2023, la Polonia ha un indice di democraticità dello 0.6, pari a Croazia e Slovenia.
| Organizzazioni internazionali | Organizzazioni internazionali |
| ----------------------------- | ----------------------------- |
| Membro ONU dal:               | 24 ottobre 1945               |
| Membro NATO dal:              | 12 marzo 1999                 |
| Membro UE dal:                | 1º maggio 2004                |

## Geografia

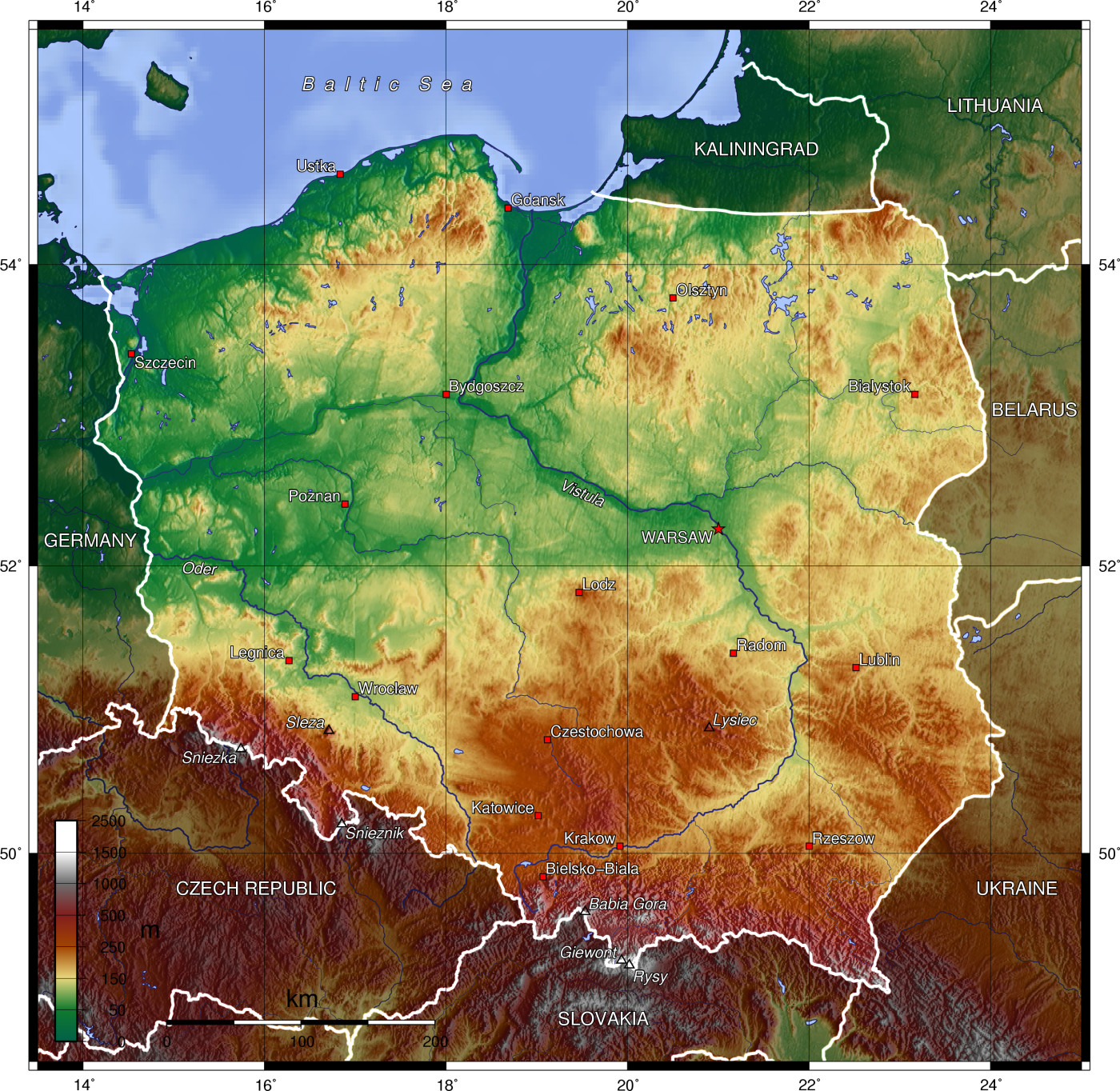
Carta geografica della Polonia

Situata nell'area di contatto tra il bassopiano tedesco e quello sarmatico, la Polonia si affaccia a nord sul Mar Baltico, e confina sempre a nord con l'exclave russa di Kaliningrad e la Lituania, ad est con la Bielorussia e l'Ucraina, a sud con la Repubblica Ceca e la Slovacchia, ad ovest con la Germania.

### Morfologia e idrografia
Il territorio, quale delimitato dall'ultimo trattato di pace, risulta molto ridotto rispetto al primo dopoguerra (389000 km² nel 1938) e fortemente spostato a occidente, avendo acquisito i territori a ovest dell'Oder-Neisse, già appartenenti alla Germania, e perdendo quelli ad est del Bug, ceduti all'allora Unione Sovietica ed oggi sotto sovranità della Bielorussia e dell'Ucraina. Entro tali limiti, il territorio si presenta di forma quadrangolare, con una estesa pianura a nord, collinare al centro e montuoso a sud. La sezione pianeggiante, a nord, riguarda quasi la metà della superficie totale, si presenta con lievi ondulazioni sui 200-300 m ed è disseminata da numerosi piccoli laghi di origine glaciale (oltre 9 000). Il bassopiano polacco, infatti, continuazione di quello germanico, è costituito dallo zoccolo continentale interamente spianato dall'erosione, successivamente corrugato dall'orogenesi ercinica, e quindi modellato dagli espandimenti glaciali dello scudo scandinavo che vi hanno depositato una coltre morenica ciottolosa e sabbiosa. La pianura si affaccia sul Baltico con una linea di costa bassa che, dal golfo di Stettino alla baia di Danzica, è uniformemente cordonata da dune sabbiose che delimitano stagni e acquitrini salmastri o ampie lagune.
La sezione mediana, collinare, costituisce un'area di transizione e assume la fisionomia di un altopiano tra i 400 e i 500 m solcato da brevi e modesti allineamenti. Si tratta in genere di antichi rilievi ercinici, consumati dall'erosione, sovente ricoperti da un deposito di loess, che racchiudono in più di un caso importanti giacimenti minerari e carboniferi. L'area montuosa meridionale, infine, comprende i versanti settentrionali dei Sudeti e dei Beschidi. I primi, messi in posto dall'orogenesi ercinica, appaiono modellati in forme assai morbide e culminano ad appena 1602 m con la cima dello Sněžka. Essi sono separati attraverso la Porta Morava dai Beschidi, che, appartenendo all'arco carpatico corrugato dall'orogenesi alpina, sono più elevati e con forme più aspre (Babia Góra, 1725 m).
Dal punto di vista dell'idrografia la Polonia presenta una rete assai fitta di corsi d'acqua che fluiscono per la quasi totalità nel Mar Baltico, dividendosi in due principali bacini: quello della Vistola, che con i suoi 1047 km rappresenta il maggior corso d'acqua del Paese, e l'Oder (780 km), che nasce in territorio polacco e drena le acque del Neisse, della Warta e del Noteć.
La Vistola, che sviluppa il suo corso interamente in territorio polacco e ne scola circa i tre quinti, così come l'Oder e alcuni tratti degli affluenti, grazie anche ad una maglia di canalizzazioni artificiali collegata alla rete idrografica tedesca e a quella bielorussa, risulta largamente navigabile malgrado l'irregolarità della portata fortemente dipendente dalle condizioni climatiche.

### Clima, flora e fauna
I tratti di netta continentalità del clima determinano forti escursioni termiche stagionali (17 °C in media), con estati brevi e fresche, inverni assai rigidi caratterizzati da un innevamento del suolo che permane per tre o quattro mesi l'anno. Le precipitazioni, scarse nel bassopiano e con tendenza ad aumentare procedendo verso sud, raggiungono il più alto livello nel periodo estivo, mentre sono quasi assenti in quello autunnale.
L'andamento altimetrico e le condizioni climatiche si riverberano sulla fitogeografia del territorio polacco che risulta interessato da una notevole varietà di specie anche se, schematicamente, prevalgono elementi di tipo atlantico nelle aree ad ovest della Vistola, ed elementi delle steppe pontiche in quelle ad est. Le aree boscate, oggi molto ridotte, sono caratterizzate dalla presenza di essenze boreali (pini ed ontani) nelle zone costiere e da latifoglie (faggio) o miste nelle zone meridionali.
La fauna non presenta caratteri di particolare originalità, essendo presenti le varie specie tipiche dell'Europa centrale, anche se è da segnalare, oltre a vari ungulati, una numerosa colonia di bisonti europei nella foresta di Białowieża, il parco che assieme a quello dei laghi Masuri e dei Tatra polacchi, oltre a numerose altre riserve, per lo più nelle zone mediana e del meridionale, tutela la salvaguardia di ambienti naturali di peculiare pregio nei confronti di una presenza antropica particolarmente incidente.

## Società

### Etnie

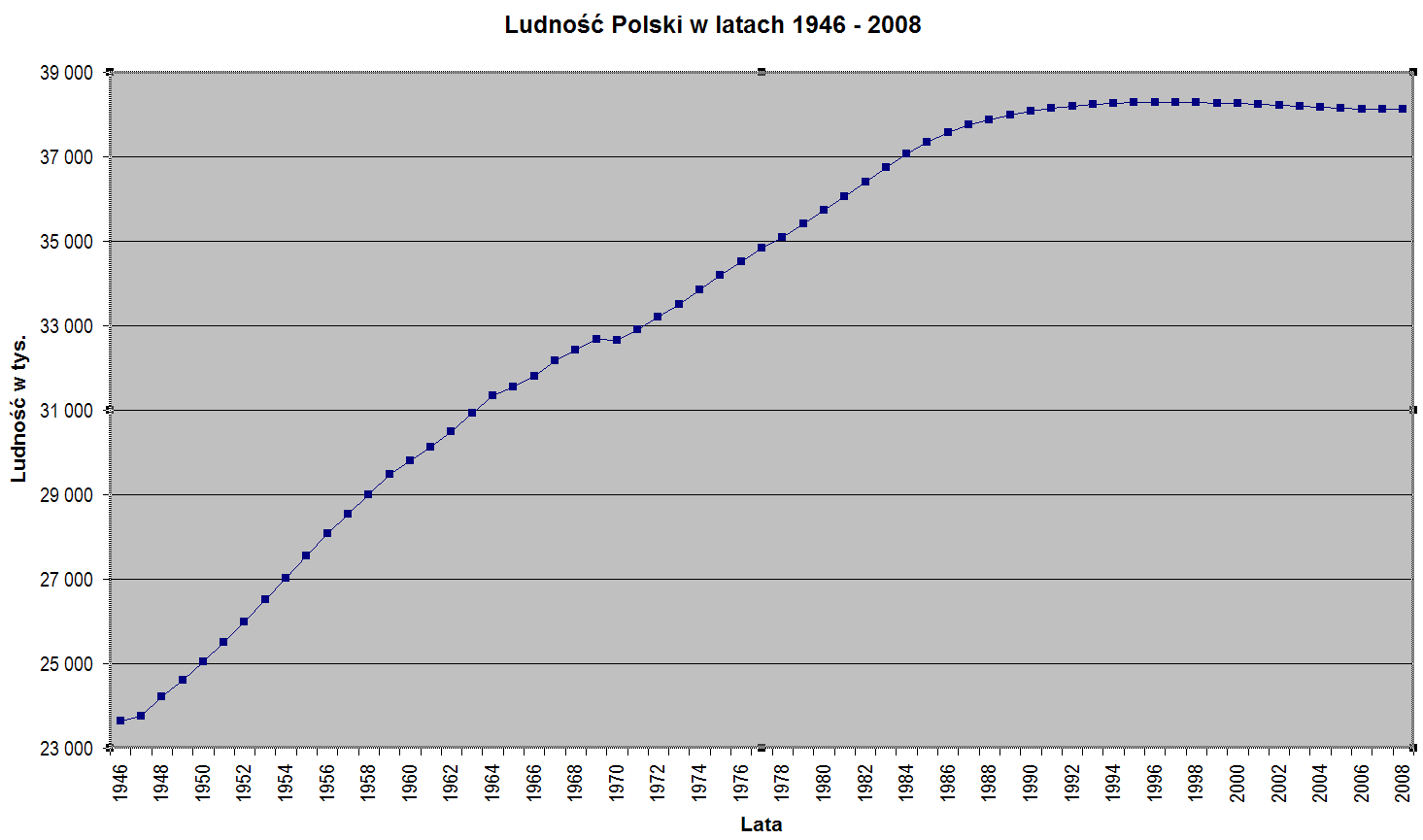
Andamento della popolazione della Polonia dal 1946 al 2008

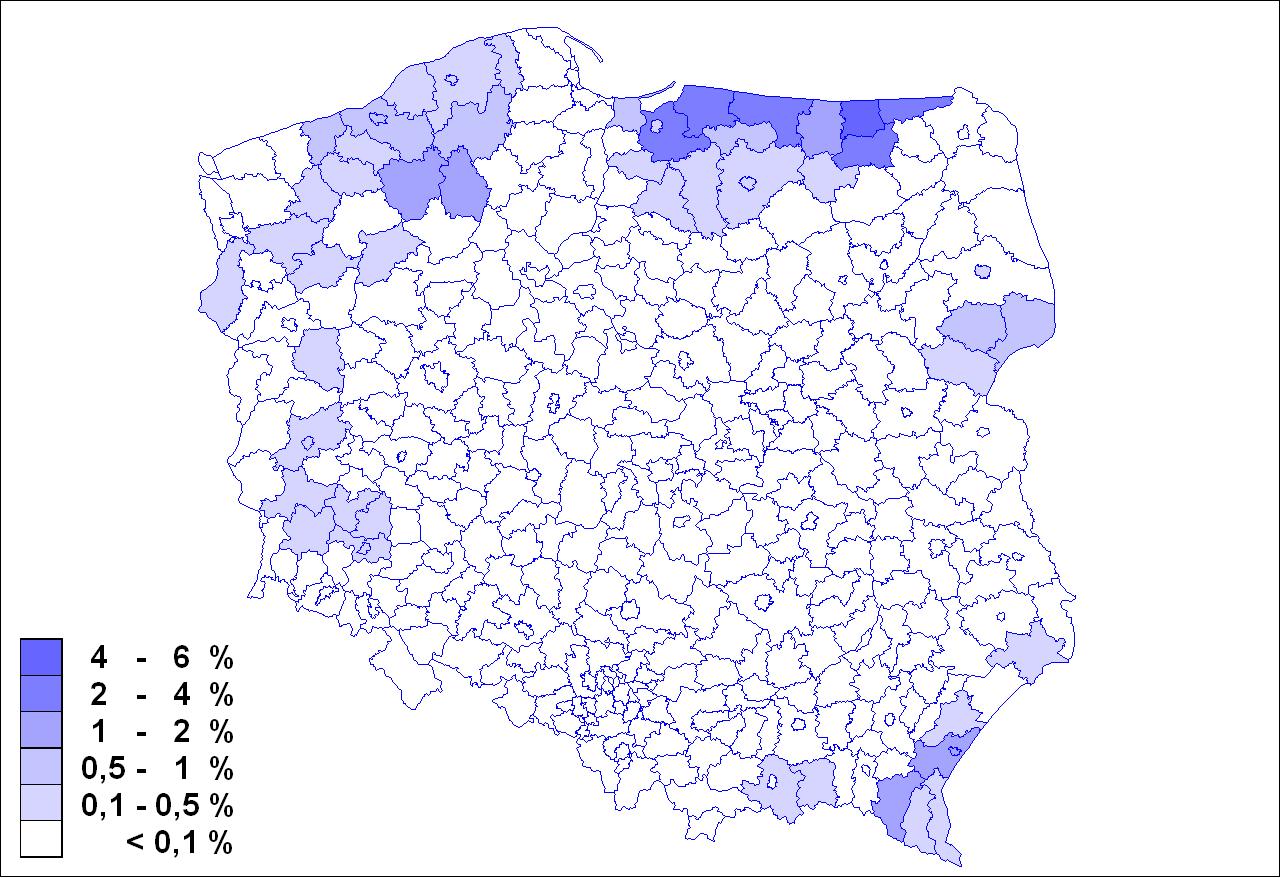
Carta che illustra la distribuzione degli ucraini in Polonia

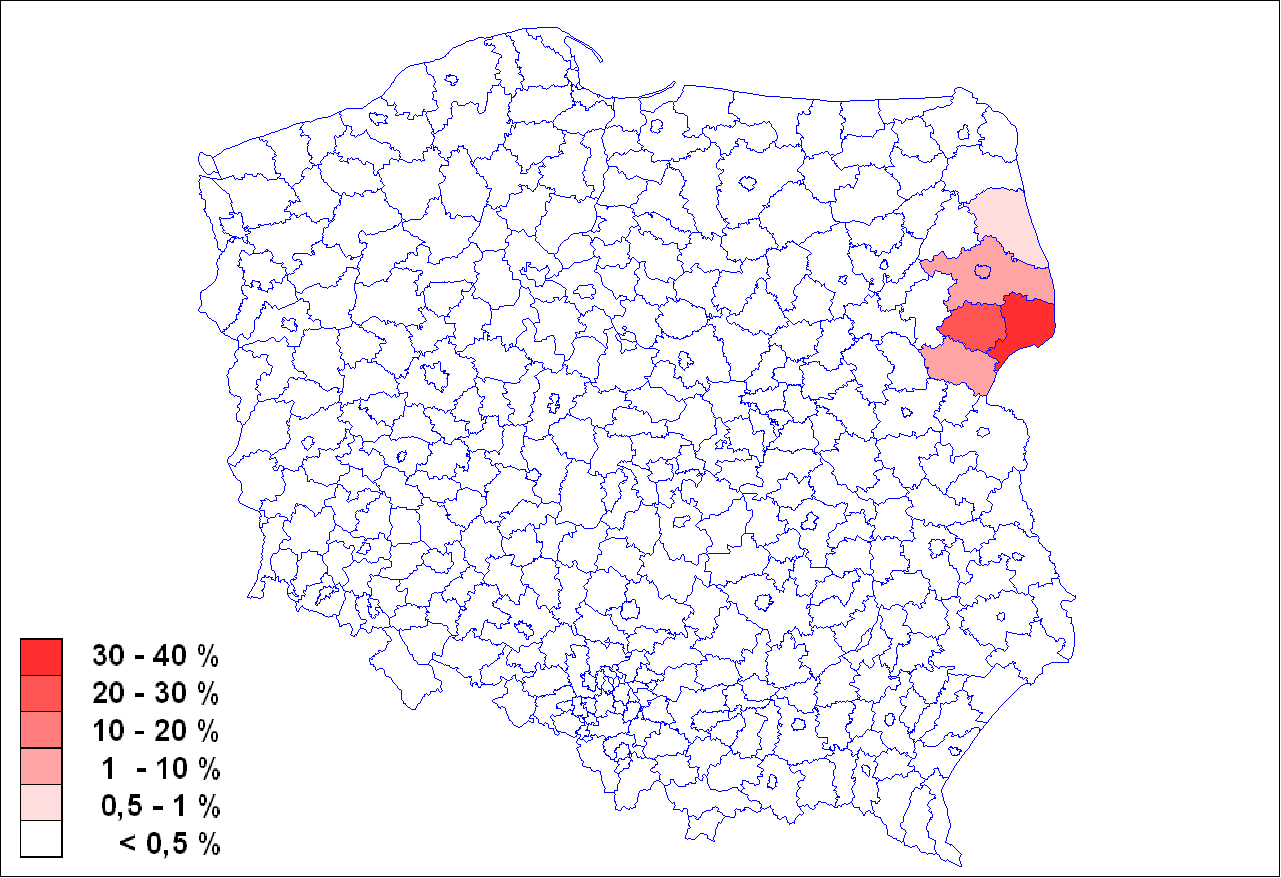
Carta che illustra la distribuzione dei bielorussi in Polonia

Nella sua storia l'attuale territorio della Polonia ha ospitato molte lingue, culture e religioni. Il risultato della seconda guerra mondiale, con il quasi totale sterminio degli ebrei polacchi, la migrazione di polacchi dai territori ceduti all'Unione Sovietica verso l'area racchiusa fra la Linea Curzon e la Linea Oder-Neisse e la concomitante emigrazione di tedeschi e di ucraini
, ha conferito alla Polonia una maggiore omogeneità etnica.
Dal 2022 la popolazione ucraina si è espansa ancora di più in Polonia per la questione della guerra Russia-Ucraina.
Il paese ha 37,78 milioni di abitanti, il 96,74%, sono polacchi; 471 500 (1,25%) hanno un'altra nazionalità; 774 900 (2,03%) non hanno dichiarato alcuna nazionalità. Le minoranze etniche ufficialmente riconosciute includono: casciubi, tedeschi, ucraini e bielorussi. Altre minoranze sono: cechi, slovacchi, armeni, ruteni e rom. Da annoverare poi due popoli slavi occidentali legati ai polacchi ma spesso considerati distaccati da loro: i casciubi (0,6%) e gli slesiani (2,13%), i primi abitano la Pomerania, i secondi la Slesia. In Polonia queste due etnie sono considerate come "gruppi regionali".
La minoranza dei tatari polacchi o tatari di Lipka, si tratta di un gruppo che migrò in Polonia tra la fine del Quattrocento e l'inizio del Cinquecento, islamico e in genere parlante il polacco. Essi sono anche presenti, ma in misura minore, nei territori occidentali dell'Ucraina, Lituania e della Bielorussia un tempo appartenuti alla Polonia.

### Religione
CristianesimoAltre c...Nessun...Nessuna rispostaCristianesimoAltre confessioni religioseNessuna confessione religiosaNessuna risposta
Per secoli la Polonia è stata una nazione a stragrande maggioranza cattolica e molti polacchi considerano il cattolicesimo come parte dell'identità nazionale polacca. Il cattolicesimo è anche un tratto distintivo dei polacchi rispetto ai vicini tedeschi che sono a maggioranza luterana, e alla Bielorussia, che è a maggioranza ortodossa.
Oggi la Chiesa cattolica stima che il 45,8% dei polacchi frequenti regolarmente la messa domenicale, con circa il 30-40% nelle aree urbane e il 70-80% nelle aree rurali. Nel 1978, dopo la morte di papa Giovanni Paolo I, venne eletto al soglio pontificio il cardinale arcivescovo di Cracovia Karol Woityla con il nome di papa Giovanni Paolo II, il primo polacco ad assumere questa carica.
Il resto della popolazione consiste in minoranze ortodosse (500 000 persone) e protestanti (circa 100 000 appartenenti alle chiese protestanti tradizionali). Ridotta invece ai minimi termini la storica comunità ebraica a causa del genocidio perpetrato dal Terzo Reich tedesco: nel 1939 vi erano 3 250 000 ebrei in Polonia e costituivano quasi il 10% della popolazione, ma solo 100 000 sopravvissero alla Shoah. Nel dopoguerra molti di essi emigrarono, principalmente negli Stati Uniti, in Gran Bretagna, in Francia e in Israele. Nel 2010 rimanevano appena 3 200 ebrei.
In Polonia esiste anche una piccola minoranza neopagana (approssimativamente poche migliaia di persone), attiva dall'inizio del XIX secolo, la Confederazione polacco-lituana fu l'ultimo Stato d'Europa ad avere al suo interno consistenti minoranze pagane, che si convertirono al cristianesimo (in genere cattolico) al principio del Quattrocento. Esistono due istituzioni principali che celebrano i culti del neopaganesimo slavo (religione neopagana ispirata all'antica spiritualità slava): la Chiesa nativa polacca e la Chiesa slava polacca.
La Polonia, grazie alla notevole e insolita tolleranza dimostrata nell'età moderna e alla fine del Medioevo dalla Confederazione polacco-lituana, ospita al suo interno una delle comunità sunnite più antica d'Europa, quella dei Tatari polacchi, diffusa soprattutto nel Polesia (con moschee storiche a Kruszyniany e a Bohoniki).

### Lingue
La lingua polacca, del ceppo delle lingue slave, è quella ufficiale, ma nel Voivodato della Pomerania oltre 50 000 persone parlano una lingua slava affine, ma diversa dal polacco, il casciubo. Esistono comunque minoranze linguistiche tedesche, ucraine, bielorusse e russe. Ed è proprio in Polonia che nasce la lingua esperanto, creata il 26 luglio 1887 dal linguista polacco Ludwik Lejzer Zamenhof con la pubblicazione dell'Unua libro, primo libro in lingua esperanto: è la più parlata e diffusa fra le lingue pianificate. L'esperanto in Polonia, oltre che in Croazia, è stato dichiarato patrimonio mondiale immateriale dell'umanità.

## Ordinamento dello Stato

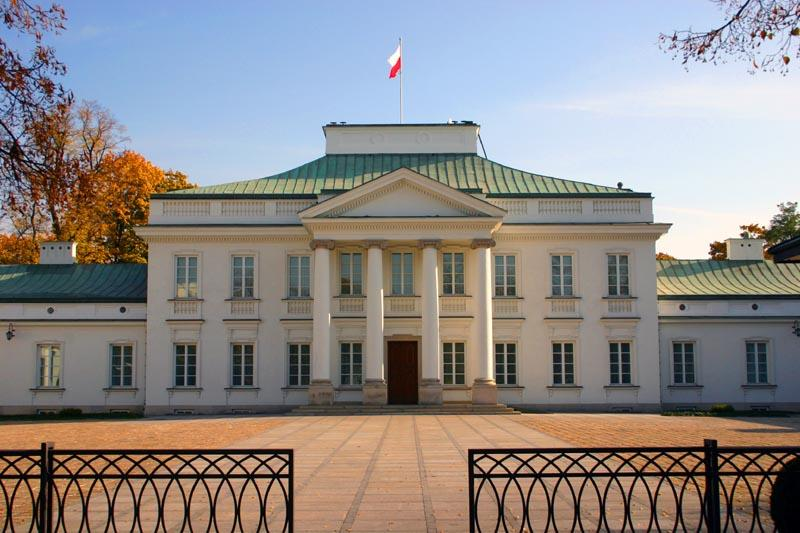
Palazzo del Belweder

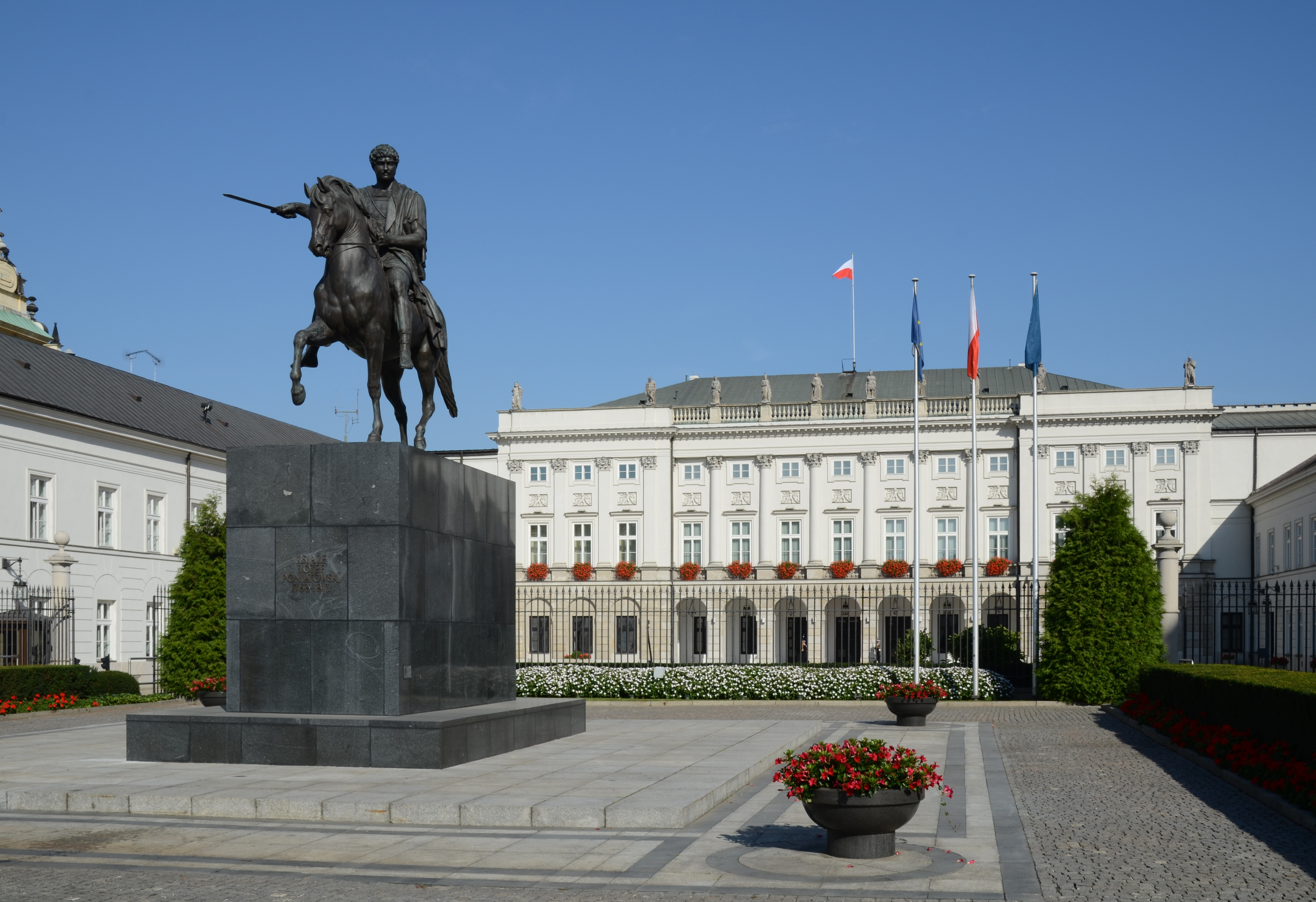
Palazzo del presidente a Varsavia

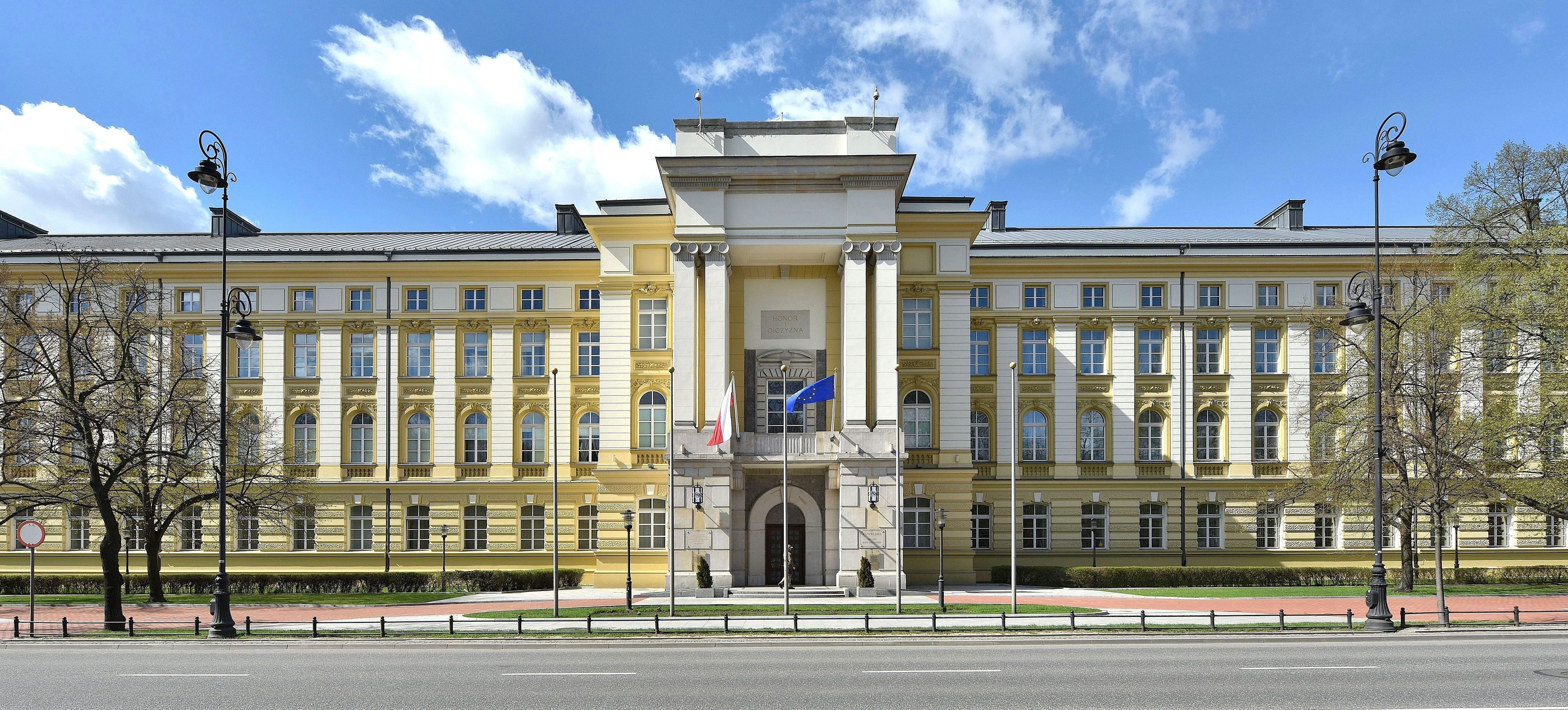
Palazzo della Cancelleria del Presidente del Consiglio dei ministri

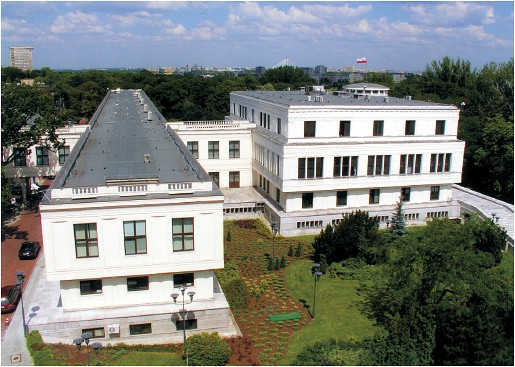
Il Senato

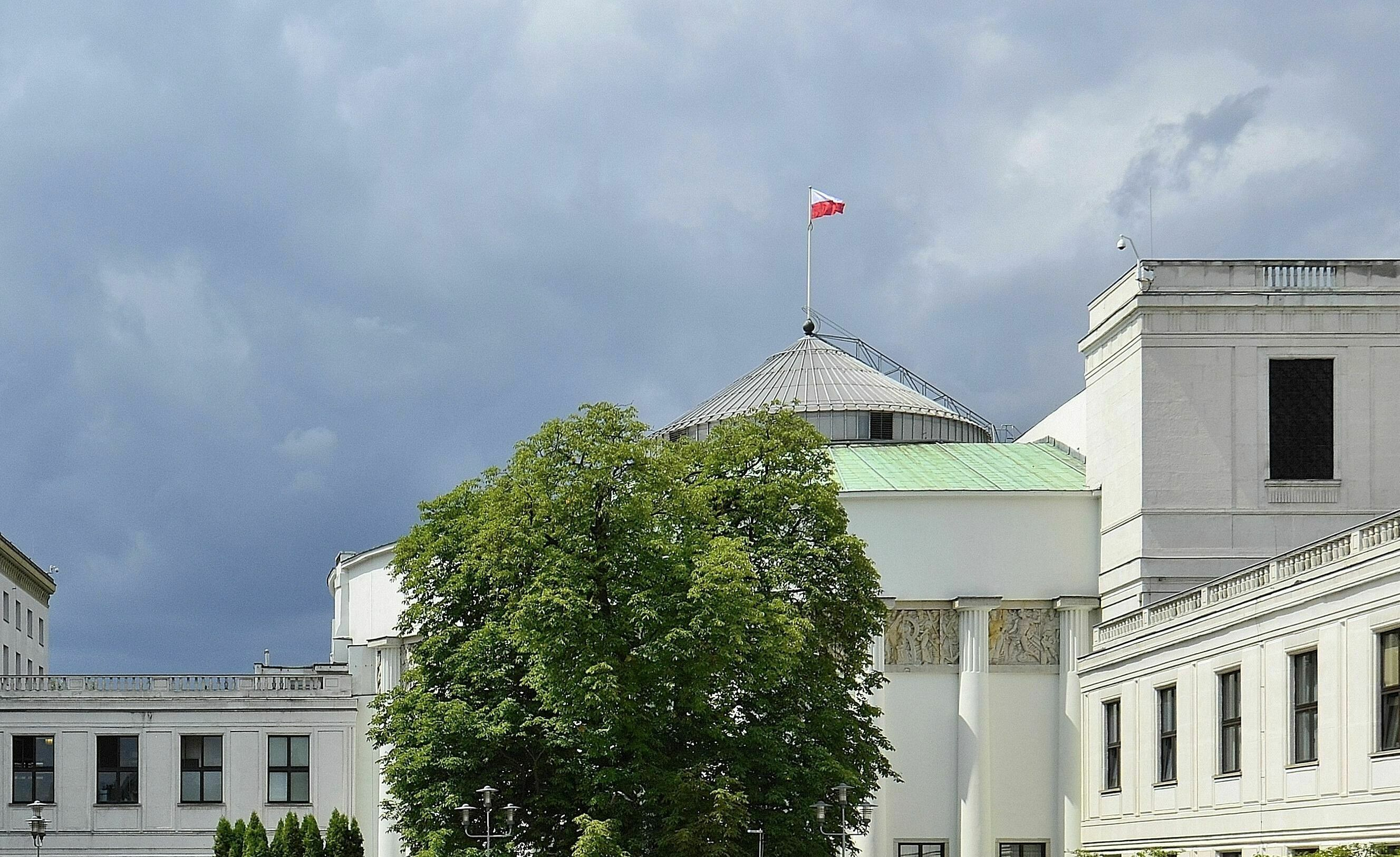
Il Sejm

La repubblica polacca è una repubblica parlamentare; la sua costituzione attuale è adottata dal 1997.
Il potere legislativo è esercitato collettivamente dal Sejm e dal Senato che, insieme, costituiscono l'Assemblea nazionale (Zgromadzenie Narodowe). Il Sejm annovera 460 componenti, il Senato 100. Entrambe le camere sono rinnovate ogni quattro anni.
L'elettorato passivo per il Sejm è di 21 anni e per il Senato di 30. Con l'eccezione dei gruppi di minoranze etniche, solo i partiti che abbiano ricevuto almeno il 5% dei voti possono accedere alla ripartizione dei seggi al Sejm.
L'iniziativa legislativa spetta ai deputati, ai senatori e al Consiglio dei ministri.
Il potere esecutivo viene esercitato dal presidente del consiglio e dal Consiglio dei ministri. Il Presidente della Repubblica nomina il Presidente del Consiglio e, su proposta di questi, i ministri. Il Consiglio dei ministri deve ottenere la fiducia della Camera dei deputati.
Il Presidente della Repubblica viene eletto a suffragio diretto ogni cinque anni. Può essere eletto presidente il cittadino che abbia compiuto 35 anni. Egli si occupa anche della politica estera e della difesa nazionale similmente al sistema francese.
Il potere giudiziario è rappresentato dalla Corte suprema (Sąd Najwyższy), composta da giudici nominati dal Presidente della Repubblica sotto raccomandazione del Consiglio Nazionale della Magistratura per un periodo indefinito, e dal Tribunale Costituzionale (Trybunał Konstytucyjny), composto da 15 giudici scelti dalla Camera dei deputati per un mandato di nove anni.
Il Sejm, con l'approvazione del Senato, nomina il Difensore per i Diritti dei Cittadini (Rzecznik Praw Obywatelskich) per un mandato di cinque anni, rinnovabile solo una volta. Il Difensore ha il dovere di vigilare l'osservanza e la realizzazione dei diritti e delle libertà dei cittadini, la legge e i principi della vita e della giustizia sociale.

### Suddivisioni amministrative

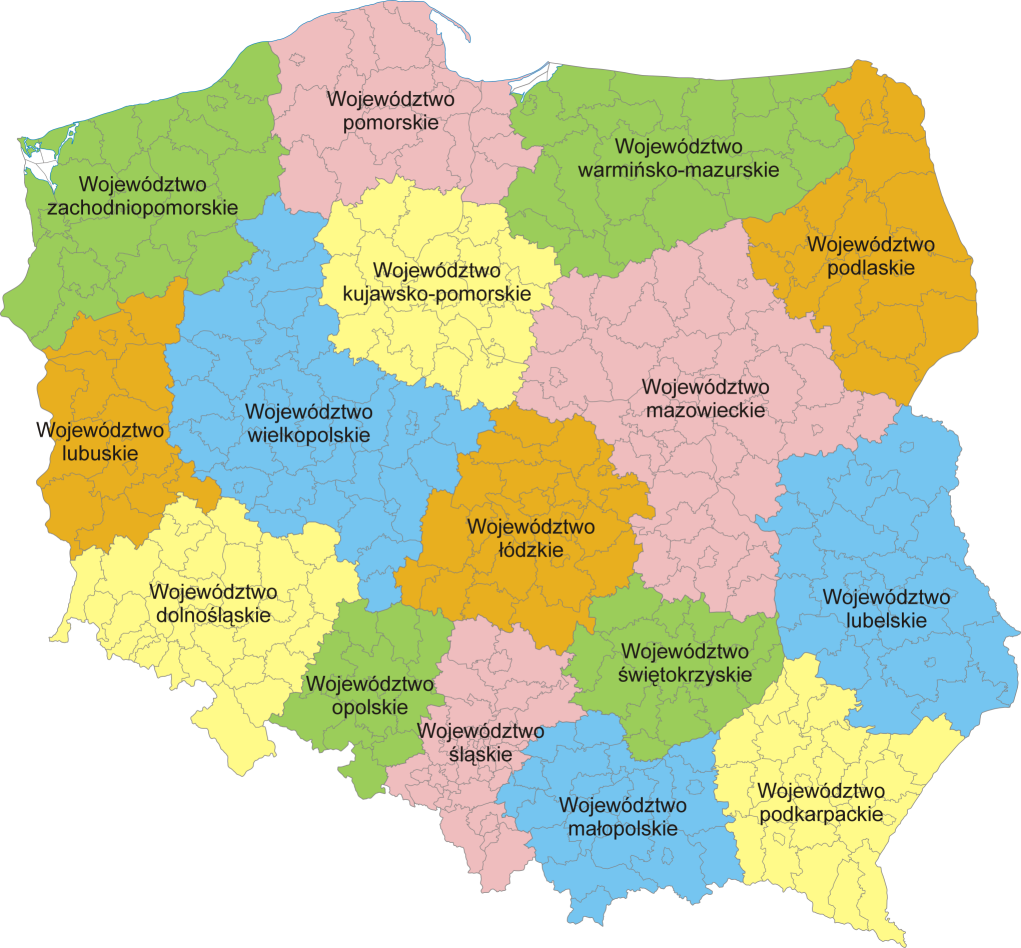
Carta della Polonia suddivisa in voivodati

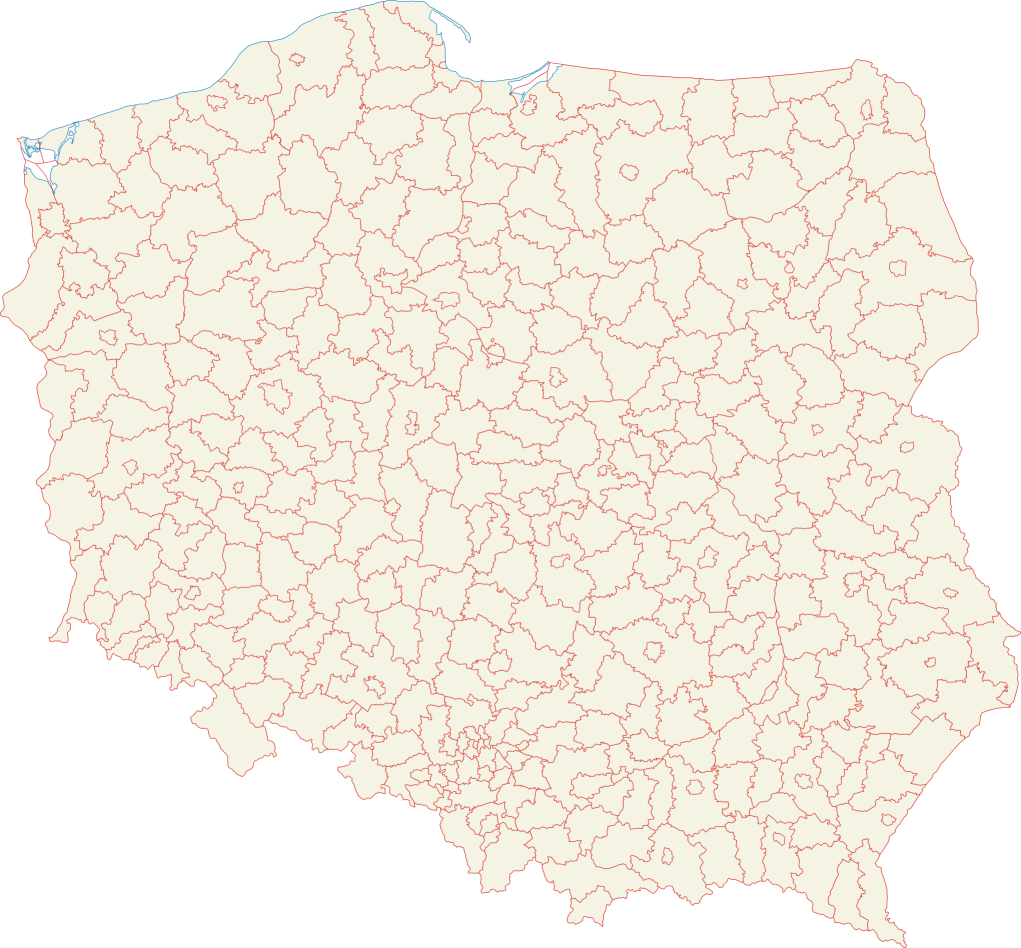
Carta della Polonia suddivisa in distretti

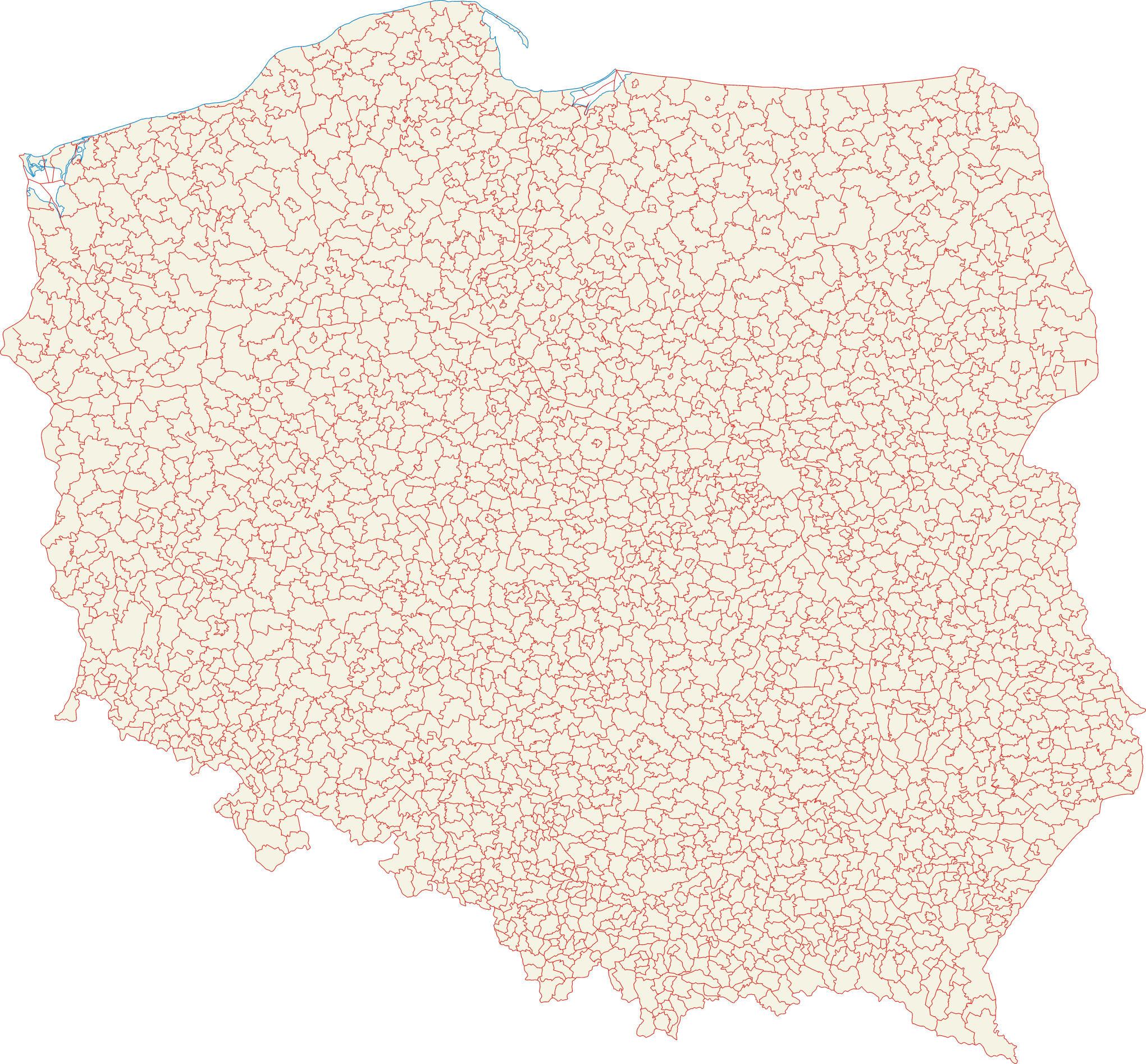
Carta della Polonia suddivisa in comuni

La Polonia è suddivisa in sedici voivodati:
| Voivodato             | Nome ufficiale      | Capoluogo                          |
| --------------------- | ------------------- | ---------------------------------- |
| Cuiavia-Pomerania     | kujawsko-pomorskie  | Bydgoszcz e Toruń                  |
| Grande Polonia        | wielkopolskie       | Poznań                             |
| Piccola Polonia       | małopolskie         | Cracovia (Kraków)                  |
| Łódź                  | łódzkie             | Łódź                               |
| Bassa Slesia          | dolnośląskie        | Breslavia (Wrocław)                |
| Lublino               | lubelskie           | Lublino (Lublin)                   |
| Lubusz                | lubuskie            | Gorzów Wielkopolski e Zielona Góra |
| Masovia               | mazowieckie         | Varsavia (Warszawa)                |
| Opole                 | opolskie            | Opole                              |
| Podlachia             | podlaskie           | Białystok                          |
| Pomerania             | pomorskie           | Danzica (Gdańsk)                   |
| Slesia                | śląskie             | Katowice                           |
| Precarpazia           | podkarpackie        | Rzeszów                            |
| Santacroce            | świętokrzyskie      | Kielce                             |
| Varmia-Masuria        | warmińsko-mazurskie | Olsztyn                            |
| Pomerania Occidentale | zachodniopomorskie  | Stettino (Szczecin)                |

I livelli amministrativi inferiori sono:
- distretti
- comuni

I sedici voivodati della Polonia sono divisi in 379 distretti (tra i quali ci sono 65 distretti urbani) e questi in 2479 comuni (306 urbani, 602 misti e 1571 rurali).

### Città principali

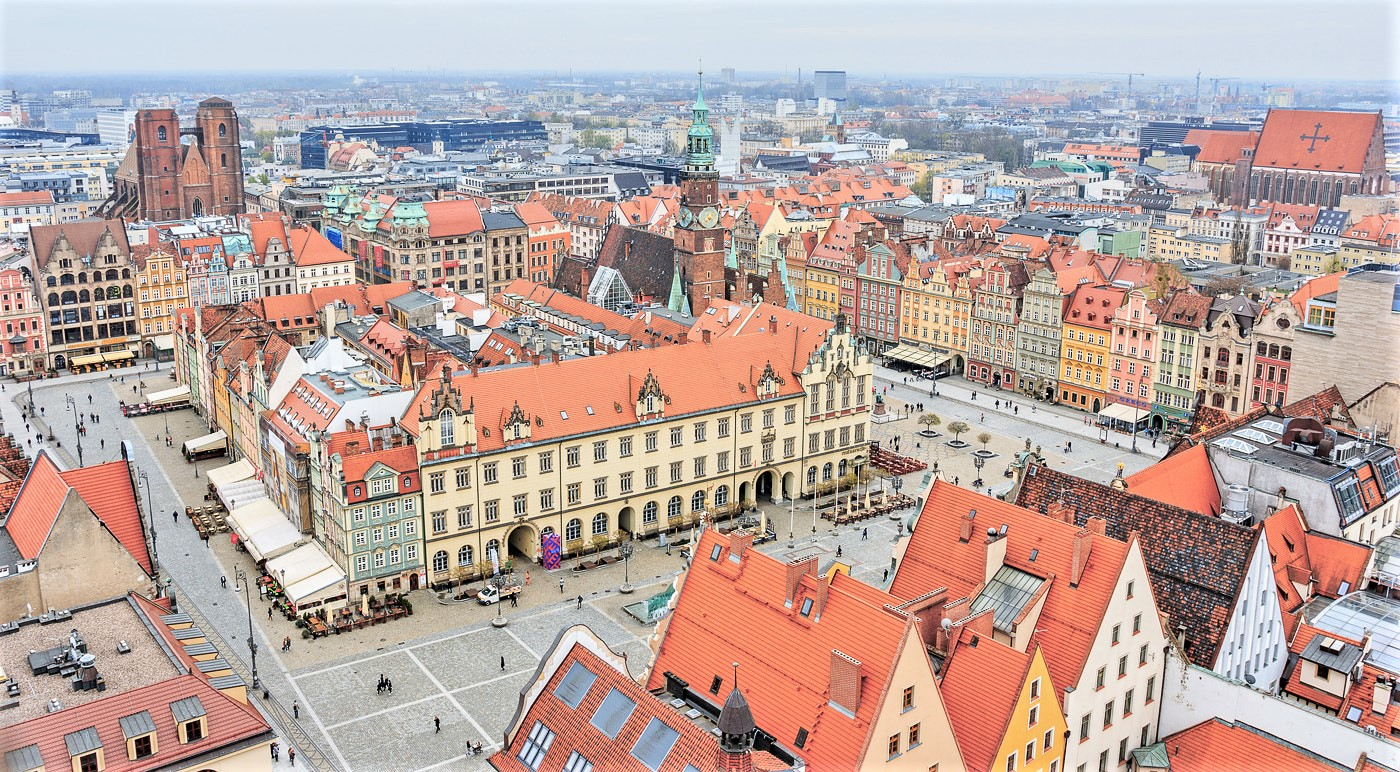
Vista panoramica del centro storico di Breslavia

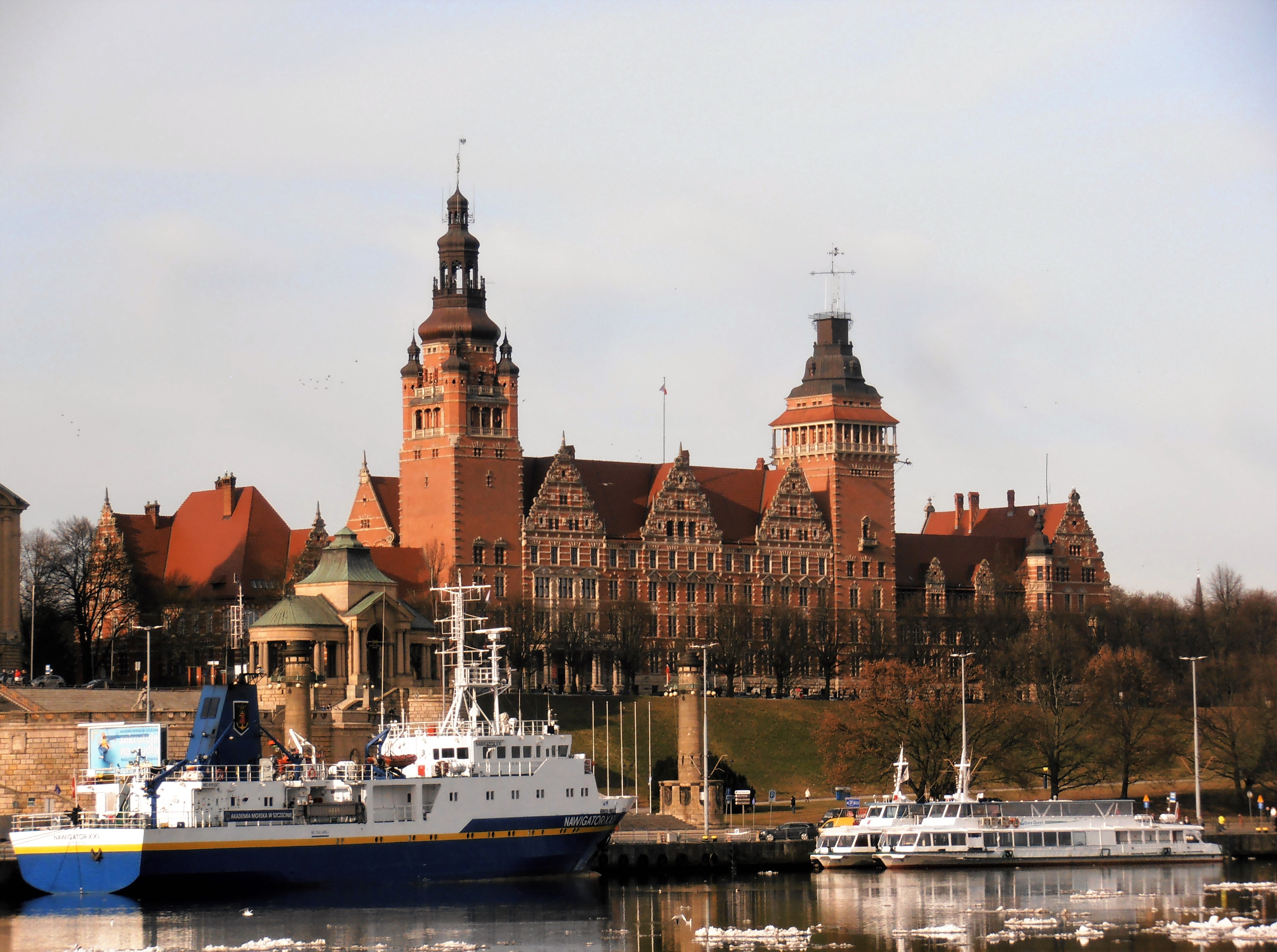
Sede del voivodato della Pomerania Occidentale a Stettino

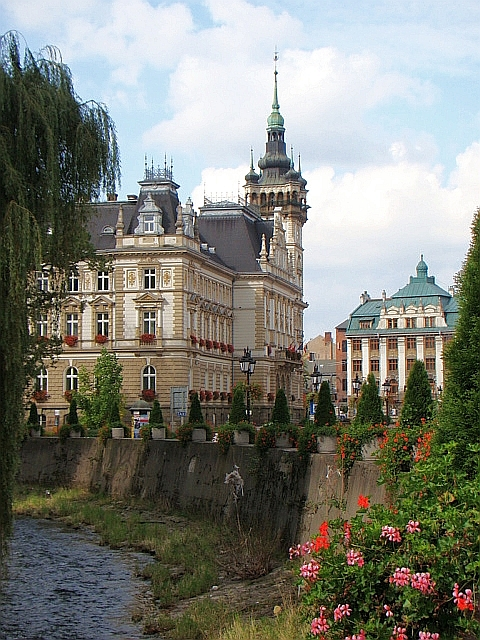
Municipio di Bielsko-Biała

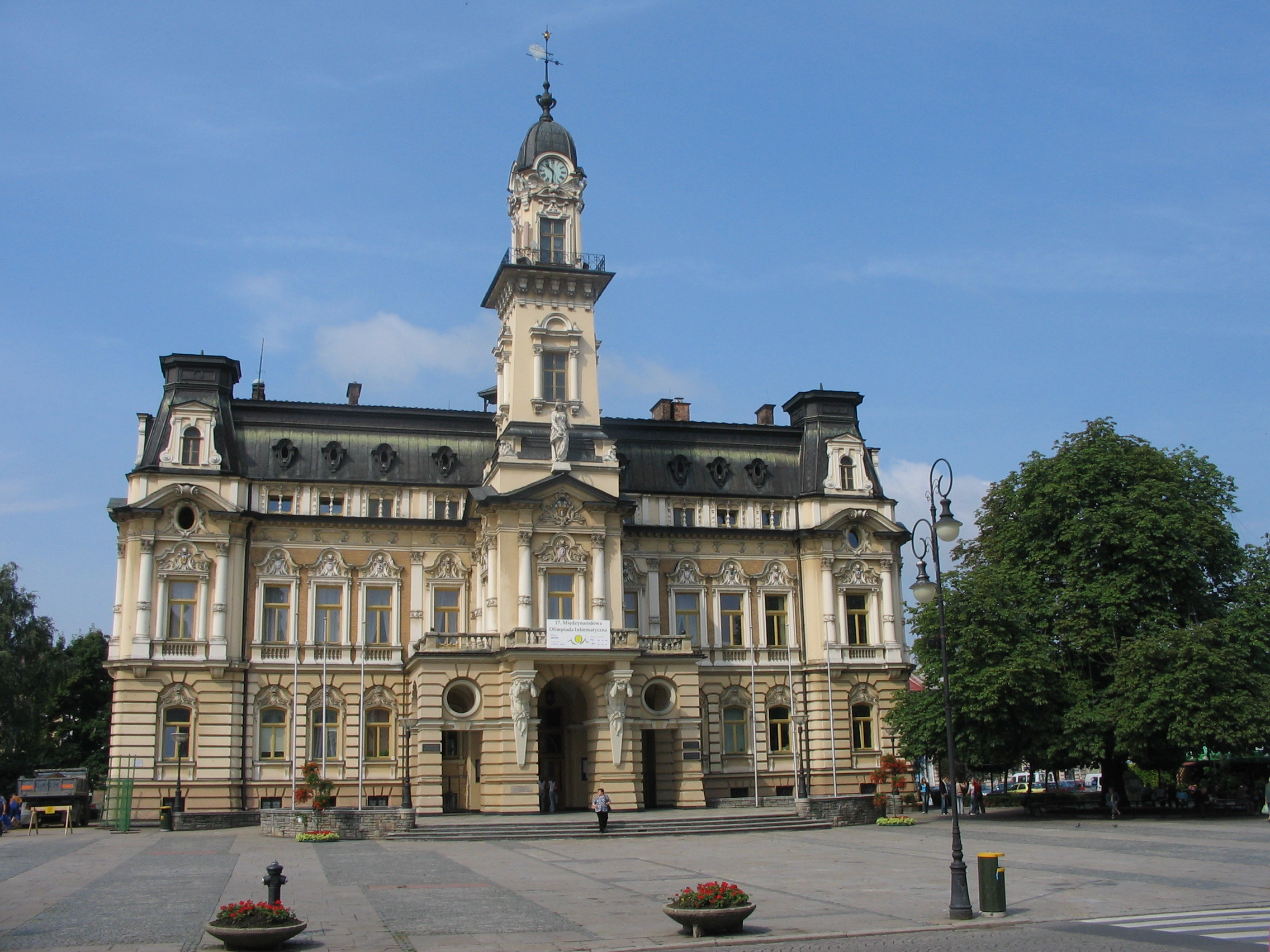
Municipio di Nowy Sącz

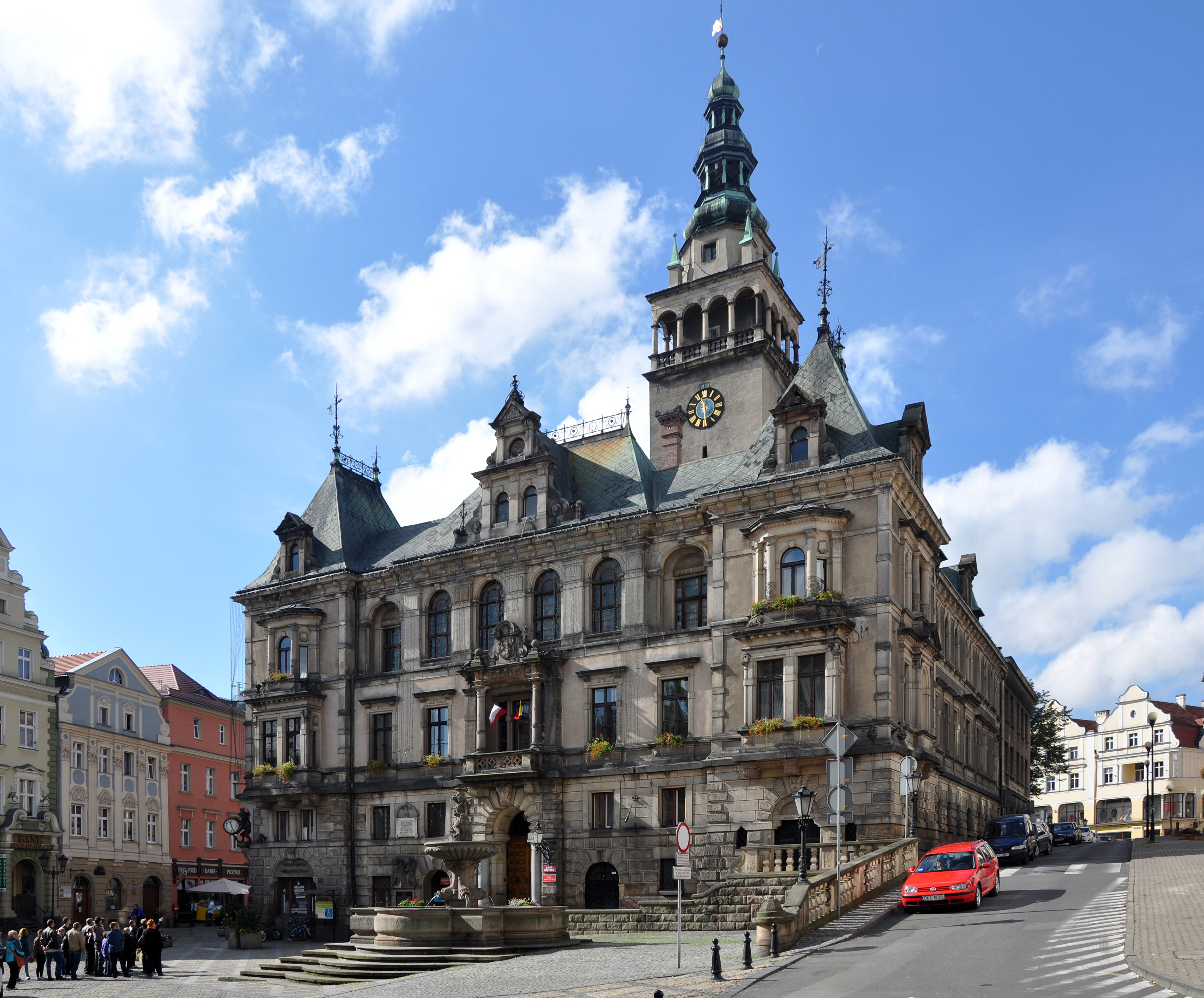
Municipio di Kłodzko

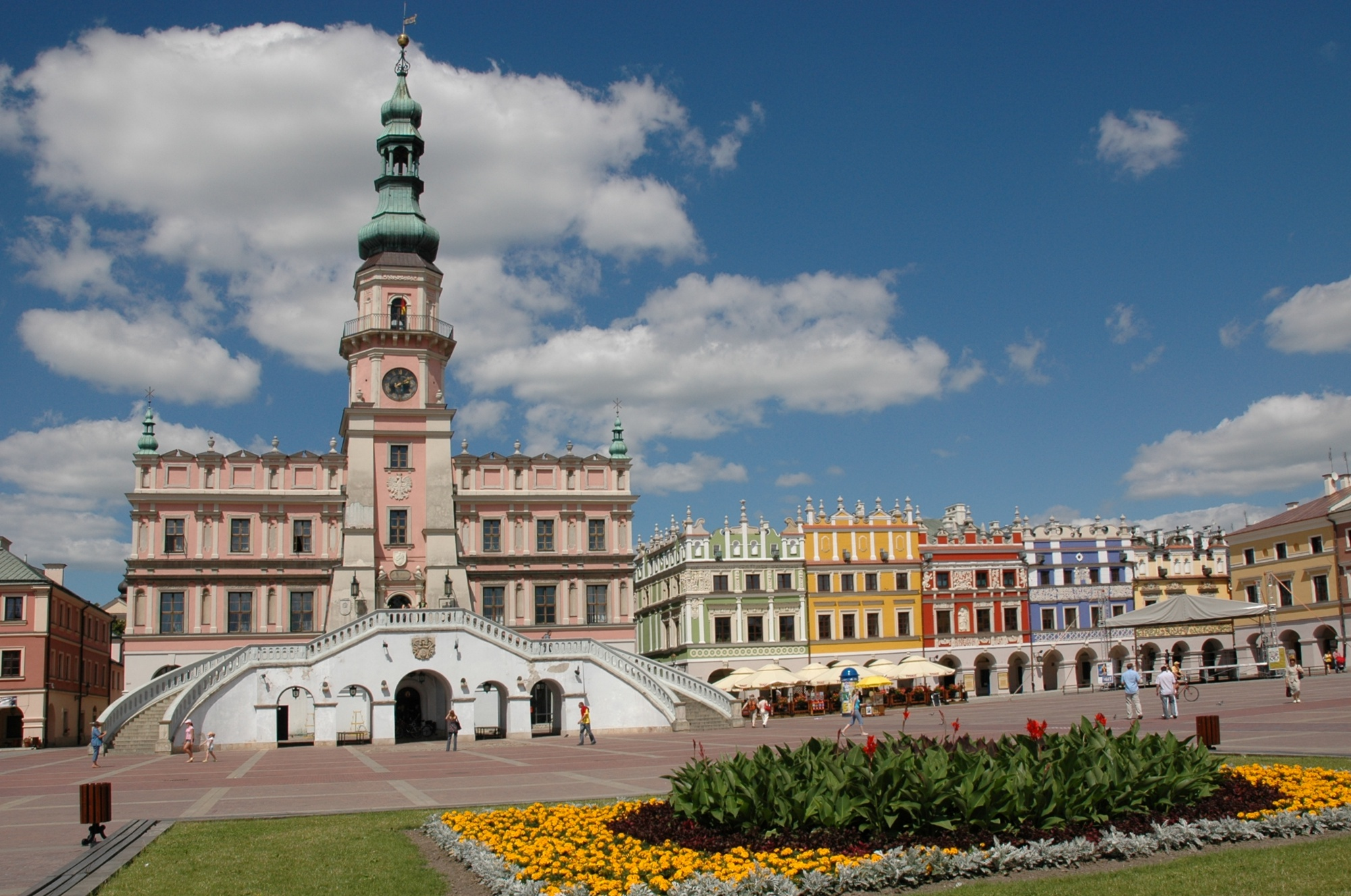
Municipio di Zamość

Nella seguente tabella vengono elencate, in ordine decrescente per popolazione, le città della Polonia con almeno 100 000 abitanti nel 2006.
|    | Città               | Abitanti (2006) | Voivodato             |
| -- | ------------------- | --------------- | --------------------- |
| 1  | Varsavia (Warszawa) | 1 709 781       | Masovia               |
| 2  | Cracovia (Kraków)   | 756 183         | Piccola Polonia       |
| 3  | Łódź                | 737 152         | Łódź                  |
| 4  | Breslavia (Wrocław) | 632 932         | Bassa Slesia          |
| 5  | Poznań              | 567 882         | Grande Polonia        |
| 6  | Danzica (Gdańsk)    | 458 053         | Pomerania             |
| 7  | Stettino (Szczecin) | 411 119         | Pomerania Occidentale |
| 8  | Bydgoszcz           | 366 074         | Cuiavia-Pomerania     |
| 9  | Lublino (Lublin)    | 354 967         | Lublino               |
| 10 | Katowice            | 317 220         | Slesia                |
| 11 | Białystok           | 294 864         | Podlachia             |
| 12 | Gdynia              | 252 791         | Pomerania             |
| 13 | Częstochowa         | 246 890         | Slesia                |
| 14 | Radom               | 227 018         | Masovia               |
| 15 | Sosnowiec           | 226 034         | Slesia                |
| 16 | Kielce              | 208 193         | Santacroce            |
| 17 | Toruń               | 208 007         | Cuiavia-Pomerania     |
| 18 | Gliwice             | 199 451         | Slesia                |
| 19 | Zabrze              | 191 247         | Slesia                |
| 20 | Bytom               | 187 943         | Slesia                |
| 21 | Bielsko-Biała       | 176 987         | Slesia                |
| 22 | Olsztyn             | 176 864         | Varmia-Masuria        |
| 23 | Rzeszów             | 170 722         | Precarpazia           |
| 24 | Ruda Śląska         | 146 582         | Slesia                |
| 25 | Rybnik              | 141 580         | Slesia                |
| 26 | Tychy               | 131 153         | Slesia                |
| 27 | Dąbrowa Górnicza    | 130 128         | Slesia                |
| 28 | Opole               | 128 268         | Opole                 |
| 29 | Płock               | 127 461         | Masovia               |
| 30 | Elbląg              | 127 275         | Varmia-Masuria        |
| 31 | Wałbrzych           | 126 465         | Bassa Slesia          |
| 32 | Gorzów              | 125 416         | Lubusz                |
| 33 | Włocławek           | 119 939         | Cuiavia-Pomerania     |
| 34 | Zielona Góra        | 118 221         | Lubusz                |
| 35 | Tarnów              | 117 560         | Piccola Polonia       |
| 36 | Chorzów             | 114 686         | Slesia                |
| 37 | Kalisz              | 108 841         | Grande Polonia        |
| 38 | Koszalin            | 107 887         | Pomerania Occidentale |
| 39 | Legnica             | 105 750         | Bassa Slesia          |
| 40 | Słupsk              | 93 206 (2014)   | Pomerania             |
| 41 | Grudziądz           | 97 676 (2013)   | Cuiavia-Pomerania     |

### Istituzioni

#### Università
Era il 1364 quando venne fondata la più antica università della Polonia: l'Università Jagellonica di Cracovia, fondata da re Casimiro il Grande

#### Ordinamento scolastico
Dall'anno scolastico 2016/2017 la scuola è obbligatoria in Polonia dai 7 ai 18 anni, sia per i cittadini polacchi sia per gli stranieri che vivono in Polonia, qualsiasi sia lo Stato di immigrazione dei genitori.
L'istruzione obbligatoria comincia nell'anno in cui il bambino compie 6 anni, il 1º di settembre.
Se un bambino non viene iscritto le autorità inizieranno a investigare sul perché, e i genitori possono ricevere un'ammenda o, nei casi più gravi, addirittura vedere venir meno i propri diritti genitoriali.
I livelli scolastici sono diversi dall'Italia:
- Asilo, dai 3 ai 6 anni
- Scuola elementare (szkola podstawowa), dai 6/7 sino ai 15 anni
- Scuola secondaria, di cui esistono diversi tipi: il liceo (liceum) di 4 anni, l'istituto tecnico (technikum) di 5 anni, e l'istituto professionale (3 anni)

Per ogni livello esistono sia scuole pubbliche (pagate per la maggior parte dalle tasse) sia scuole private.
Esiste anche un terzo tipo, la “scuola di associazione”, gestita da associazioni di genitori e tenuta viva dai loro fondi. Questo tipo ibrido di scuola si differenzia dalle private perché sono i genitori stessi o gli ex studenti i legittimi proprietari, riuniti appunto in associazione, e sono loro a deciderne tutti gli aspetti.
L'istruzione nelle scuole pubbliche è gratuita, nelle private e nelle scuole di associazione è a pagamento (tranne per gli studenti che usufruiscono di borse di studio).
L'asilo in Polonia, invece, è parzialmente pagato da fondi pubblici e parzialmente pagato dai genitori; le regole variano di zona in zona perché sono decise dagli enti locali.
Tendenzialmente gli asili sono aperti dal lunedì al venerdì, chiusi il sabato, e sono un'ottima opportunità per i piccoli per iniziare ad avvicinarsi alla lingua polacca.

#### Sistema sanitario
La sanità in Polonia è finanziata dallo Stato attraverso il Fondo Nazionale della Salute (NFZ).

#### Forze armate

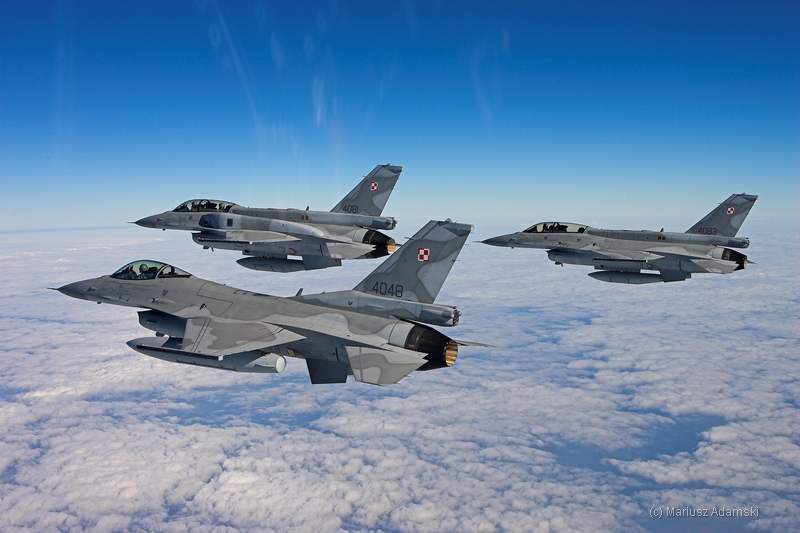
Aeronautica di Polonia (Siły Powietrzne)

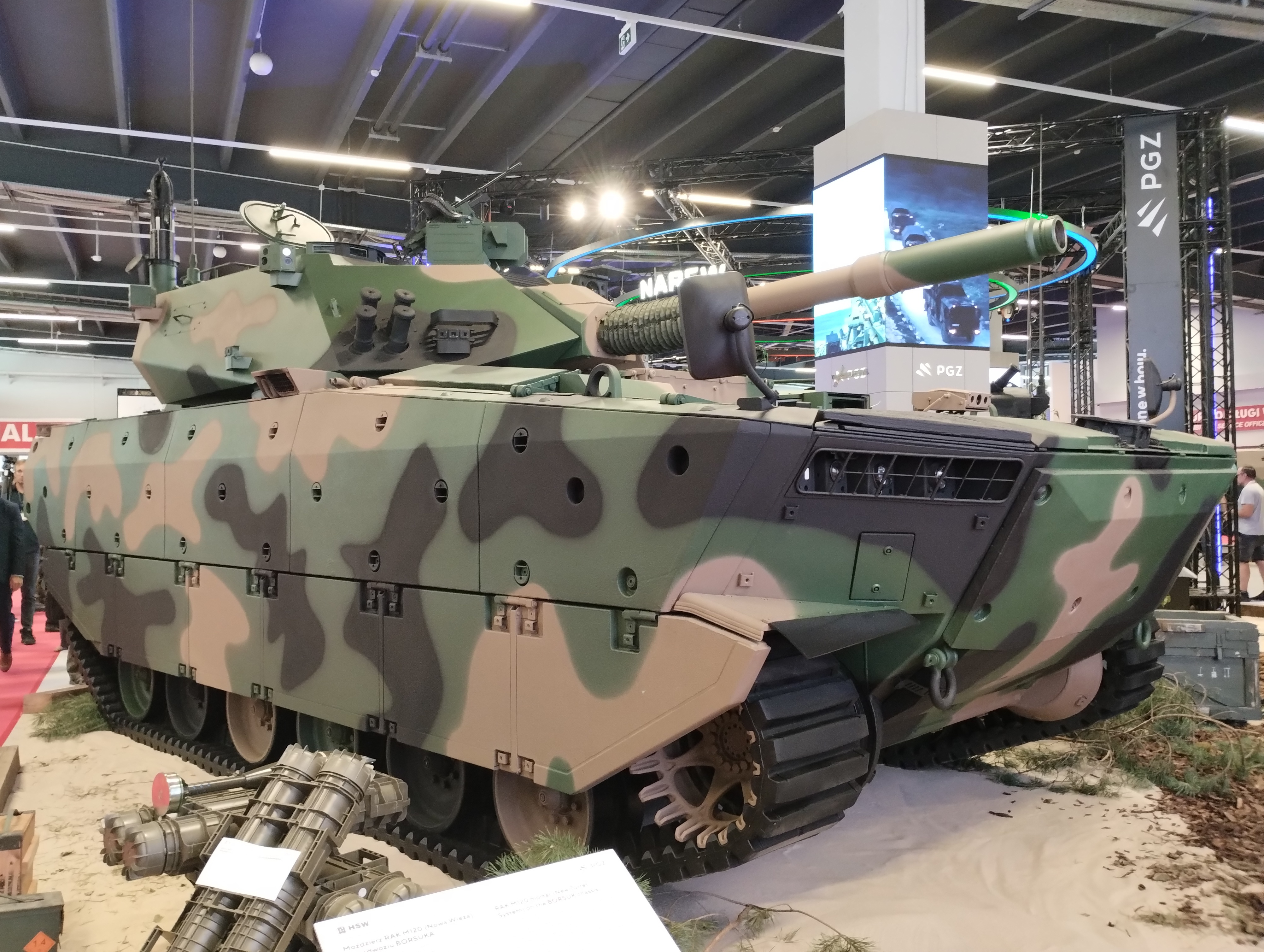
M120G Rak

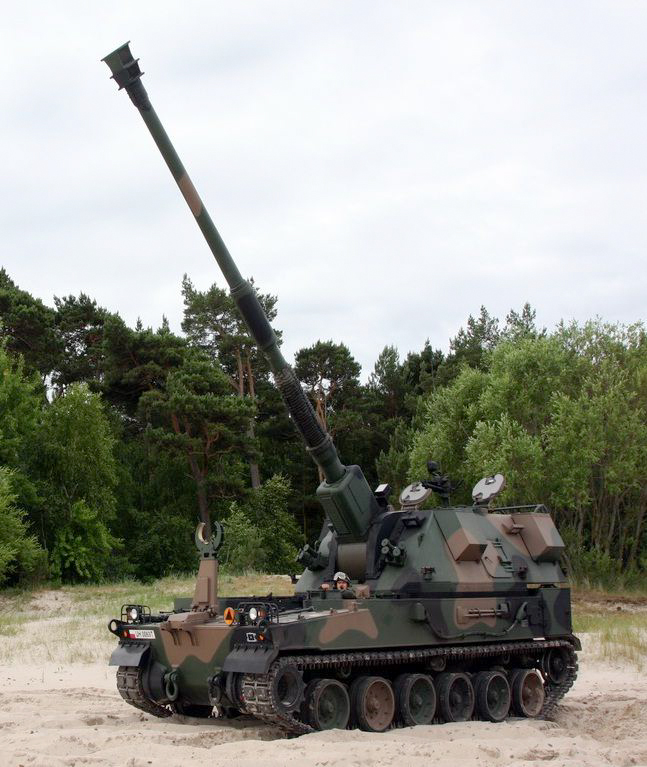
AHS Krab

Nella storia moderna, le forze armate polacche nascono, ufficialmente, nel 1918, con la proclamazione della repubblica di Polonia e già un anno dopo la loro creazione si trovarono in guerra contro le forze sovietiche durante la guerra sovietico-polacca. La loro però vita è breve, il patto Molotov-Ribbentrop sancì la spartizione della Polonia tra Germania nazista e Unione Sovietica, spartizione che si concretizzerà nel 1939, le forze polacche furono sbaragliate; oltretutto, migliaia di ufficiali polacchi vennero uccisi poco tempo dopo l'occupazione della Polonia nel massacro di Katyn'. Terminata la seconda guerra mondiale la Polonia divenne uno degli Stati del blocco orientale, le forze sovietiche crearono l'Armata Popolare di Polonia che ha cessato la sua esistenza con la caduta del comunismo. A oggi le forze armate polacche sono in una fase di ri-organizzazione e di modernizzazione in base ai parametri della NATO; dal 2007 la coscrizione non è più obbligatoria.
Le forze armate polacche (Siły Zbrojne Rzeczypospolitej Polskiej - forze armate della Repubblica di Polonia) si dividono in cinque branche:
- Esercito (Wojska Lądowe): conta 65 000 unità di cui 45 000 sono militari. Si divide in due distretti militari, Il Distretto Militare Slesiano con il Quartier generale a Breslavia e il Distretto Militare Pomeraniano con il Quartier generale a Bydgoszcz.
- Aeronautica (Siły Powietrzne): numerosa quasi come quella italiana o francese[23], conta un personale di 26 126 unità di cui 16 000 militari.
- Marina (Marynarka Wojenna): la più grande dei paesi baltici, conta 14 500 unità di cui 6 500 militari. Il Quartier generale è situato a Gdynia.
- Forze speciali (Wojska Specjalne): branca nata nel 2007, si compone di 3 unità speciali e di un comando. A Cracovia ha sede il Quartier generale
- Forze della Difesa Territoriale (Wojska Obrony Terytorialnej): fondate nel 2017 composte soprattutto dai militari che quotidianamente lavorano nella loro professione e ciclicamente sono chiamati alle esercitazioni.

La spesa militare della Polonia è aumentata in modo molto significativo dal 2022 e dalla guerra russo-ucraina, passando dall'1,9% del PIL nel 2014 al 3,9% nel 2023, rendendo la Polonia il Paese della NATO che dedica la quota maggiore del suo PIL all'esercito. Si stima inoltre che il Paese spenderà circa 120 miliardi di euro per nuovi armamenti entro il 2035 e aumenterà le dimensioni dell'esercito da 175.000 a 300.000 unità.
Dal 2014, gli Stati Uniti hanno aumentato la loro presenza militare in Polonia. Gli americani hanno ora una base permanente e quasi 10.000 soldati sul territorio polacco.

## Politica

### Relazioni con l'Unione europea
Queste le tappe già percorse del processo di integrazione:
| Data o periodo                 | Evento                                                                            |
| ------------------------------ | --------------------------------------------------------------------------------- |
| 5 aprile 1994                  | Presenta la domanda di adesione.                                                  |
| 31 marzo 1998-13 dicembre 2002 | Si tengono i negoziati di adesione.                                               |
| 19 febbraio 2003               | La Commissione europea approva la domanda di adesione presentata dalla Polonia.   |
| 14 aprile 2003                 | Il Consiglio europeo approva l'adesione della Polonia                             |
| 16 aprile 2003                 | Ad Atene la Polonia firma il Trattato di adesione.                                |
| 7 e 8 giugno 2003              | Mediante un referendum i polacchi approvano la ratifica del Trattato di adesione. |
| 1º maggio 2004                 | Entra a far parte dell'Unione europea.                                            |
| 21 dicembre 2007               | La Polonia aderisce agli Accordi di Schengen.                                     |
| 1º luglio 2011                 | La Polonia assume la presidenza semestrale di turno dell'Unione europea.          |

## Bandiera e stemma

### La bandiera

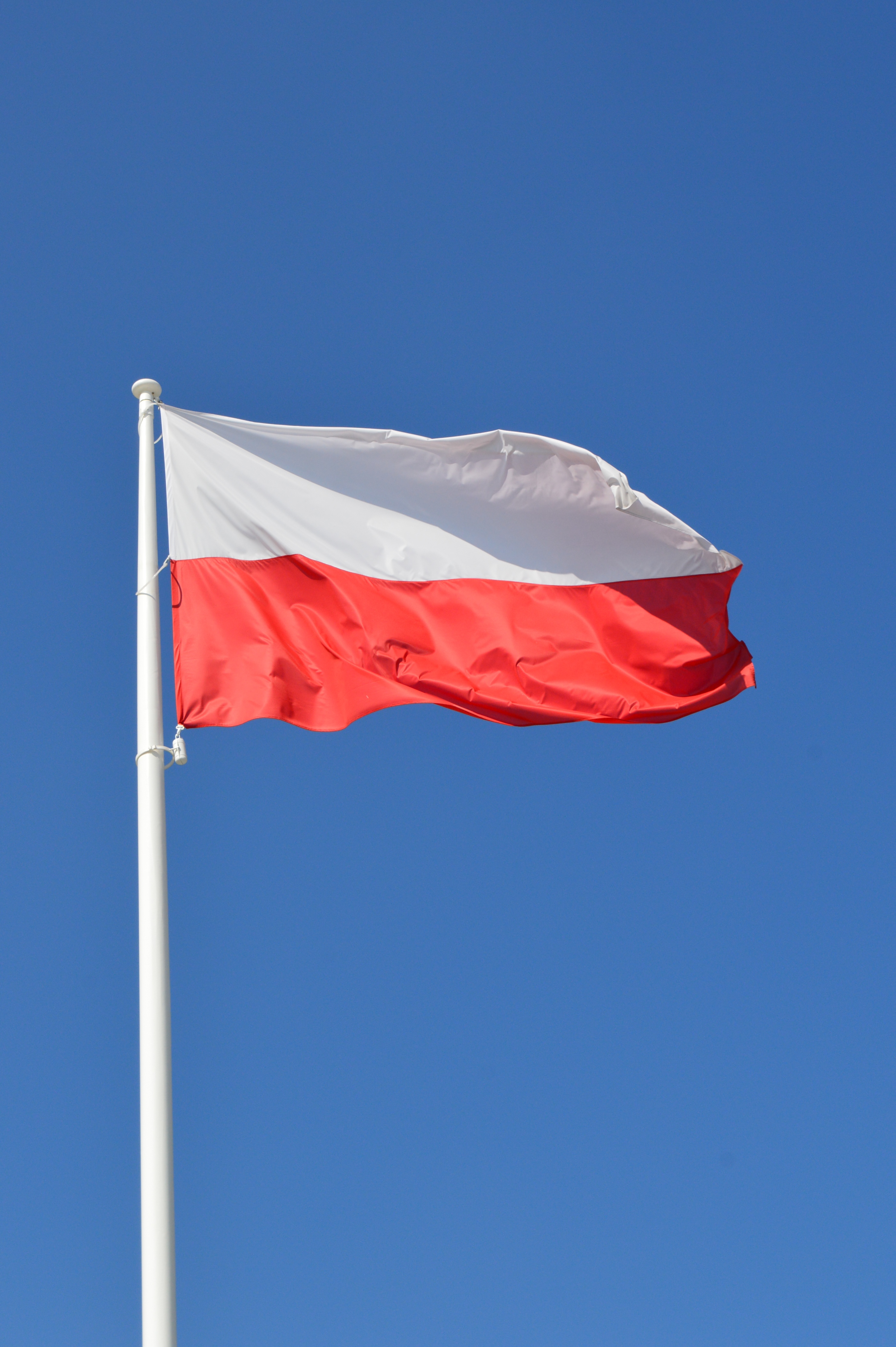
La bandiera della Polonia

La bandiera della Polonia è in uso sin dall'inizio del XX secolo ed è composta da due bande orizzontali di pari dimensioni: bianca quella superiore e rossa quella inferiore. Nell'insegna civile e in quella di Stato è presente lo stemma nazionale al centro della banda bianca. L'insegna di guerra è come queste ultime ma con l'aggiunta di una coda di rondine che porta a una proporzione di 10:21.
Il 7 febbraio 1831 durante la rivolta di novembre, la Camera dei deputati della Polonia decise che i colori nazionali della Polonia sarebbero stati quelli dello stemma dell'Unione polacco-lituana, ossia il bianco e il rosso.
Il 1º agosto 1919, la Camera dei deputati della Polonia nuovamente indipendente creò la bandiera polacca nella sua attuale forma.
In Polonia il giorno della bandiera viene celebrato il 2 maggio sin dal 2004. Non si tratta comunque di una festività pubblica.

### Lo stemma

Lo stemma della Polonia

Lo Stemma della Polonia rappresenta un'aquila bianca con corona, artigli e becco d'oro, su scudo rosso.
L'attuale stemma è stato ri-adottato il 9 febbraio 1990, quando fu ripristinata sulla testa dell'aquila la corona d'oro, rimossa dalle autorità comuniste durante la Repubblica Popolare di Polonia. Simbolicamente la bandiera presidenziale rossa, i sigilli presidenziali e statali e il testo originale della Costituzione del 1935 erano custoditi dagli ormai anziani rappresentanti del Governo in esilio della Polonia a Londra fin dagli anni quaranta; al momento del suo insediamento come primo Presidente della nuova Repubblica di Polonia Lech Wałęsa ricevette personalmente quegli antichi simboli, a dimostrare una continuità ideale della nuova Polonia con quella precedente alla seconda guerra mondiale.

## Economia
Da quando è tornata la democrazia, la Polonia ha perseguito fedelmente una politica di liberalizzazione dell'economia, e oggi risulta come uno dei più fortunati esempi di transizione da un'economia socialista a un'economia di mercato. Tant'è che nel 2010 la Polonia ha superato i Paesi Bassi per diventare la sesta principale potenza economica europea.
La Polonia è stata inoltre l'unico stato membro dell'Unione europea a non andare in recessione durante la crisi economica mondiale del 2008. È notevole la produzione di prodotti siderurgici e industriali, che le ha permesso in breve di crescere economicamente. Inoltre, secondo il Global Peace Index, la Polonia è uno degli stati più sicuri e industrializzati al mondo.
La privatizzazione di piccole e medie compagnie statali e la presenza di una legge liberale (Legge Wilczek) nell'istituire nuove ditte ha permesso il rapido sviluppo di un aggressivo settore privato, ma senza alcuno sviluppo delle organizzazioni per i diritti dei consumatori. La ristrutturazione e la di settori importanti come carbone, acciaio, ferrovie ed energie, è cominciata. Le più grandi privatizzazioni fino a ora sono state la vendita di Telekomunikacja Polska, la telecom nazionale, alla France Télécom (2000); e un'emissione del 30% delle azioni della più grande banca polacca, PKO BP, nel mercato polacco (2004). Nonostante tutto il PIL polacco continua ad aumentare del 4% annuo, valore ben maggiore rispetto a quello tedesco
La Polonia ha un ampio settore agricolo di fattorie private, ed è il principale produttore di alimenti nell'Unione europea. Riforme strutturali negli ambiti della salute, educazione, pensioni e amministrazione di stato sono sfociate in una pressione fiscale sopra le aspettative. La Polonia guida le regioni dell'Europa centrale negli investimenti stranieri e ha bisogno di un continuo afflusso. Il PIL è cresciuto molto tra il 1993 e il 2000, mentre c'è stato un rallentamento tra 2001 e 2002. Il prospetto di una maggiore integrazione con l'Unione europea ha poi rimesso l'economia in pista, con una crescita annuale del 3,7% nel 2003, in crescita rispetto all'1,4% del 2002. Nel 2004 la crescita ha superato il 5%.

Lo złoty, la valuta polacca

Tra il 2004 e il 2008 l'economia polacca ha attraversato una fase di boom economico, conclusasi con lo scoppio della crisi economica internazionale. Nel 2009 il PIL è notevolmente calato anche se non crollato come negli altri Paesi della cosiddetta "Nuova Europa". I copiosi fondi europei costituiscono mediamente ogni anno circa il 3,3% del PIL di Varsavia.
La Polonia è membro dell'Unione europea dal 1º maggio 2004, ma continua a usare la sua valuta, lo złoty.
Il 17 gennaio 2006 il ministro delle Finanze della Polonia Zyta Gilowska dichiarò che il paese non avrebbe adottato l'euro prima del 2010, e che una data probabile sarebbe potuta essere il 2011.
Il 12 gennaio 2009 il Governo polacco ha vagliato l'ipotesi di rinviare oltre il 2011 il suo ingresso nella zona dell'euro, su suggerimento del presidente della Banca Centrale Polacca, Sławomir Skrzypek. L'adozione dell'euro implicherebbe una modifica della costituzione polacca, un procedimento lungo e complesso che complica e fa slittare l'adozione dell'euro in Polonia.

### Fondi strutturali

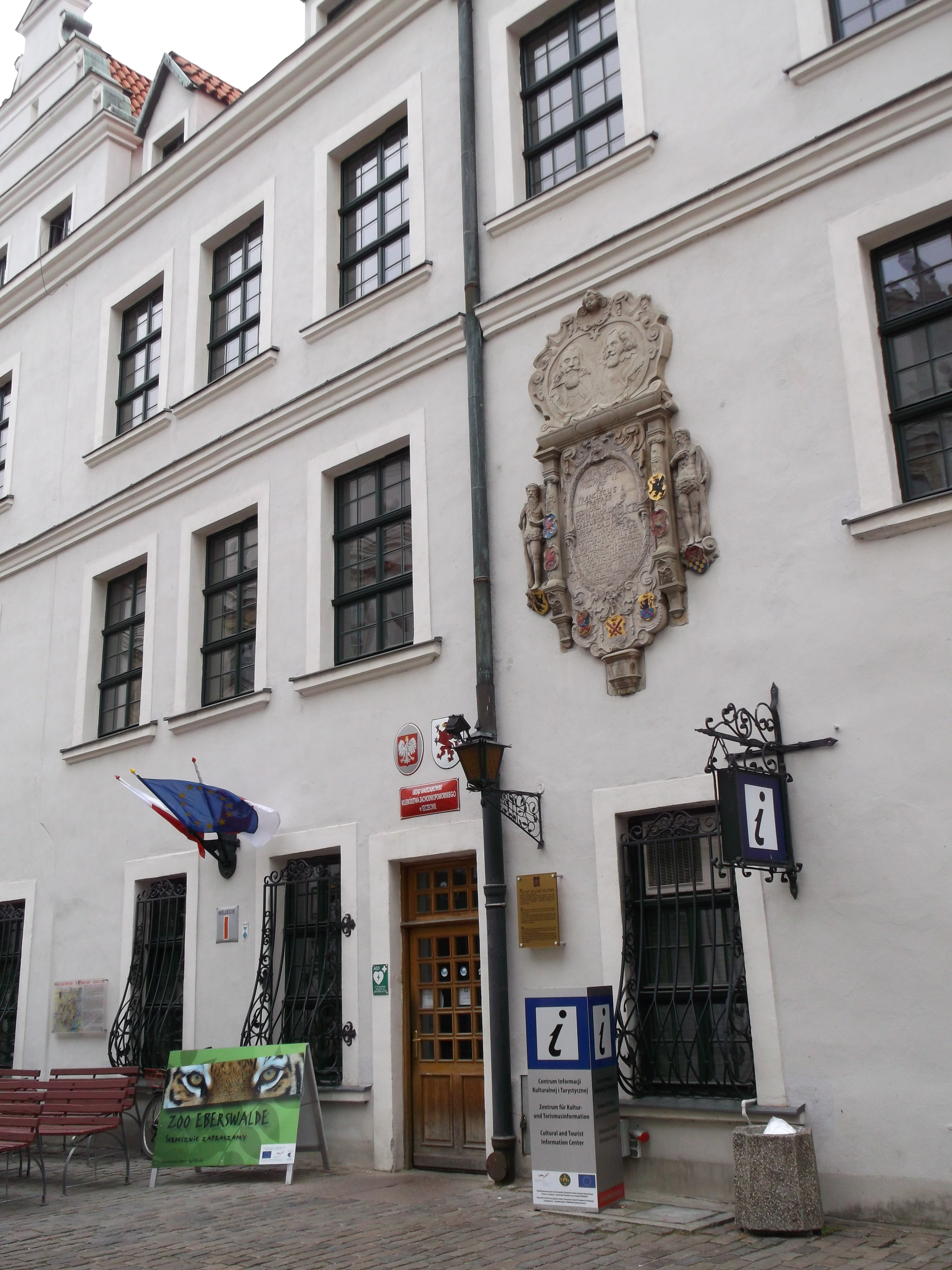
Centro di informazione turistica e culturale nel castello dei duchi di Pomerania a Stettino

La Polonia è lo stato che usufruisce maggiormente dei Fondi strutturali assegnati dall'Unione europea ogni 7 anni. Nel settennio 2007-2013 ha ricevuto 102 miliardi di euro che nel 2014-2020 sono diventati 106 miliardi, nonostante la crisi economica che ha causato una diminuzione generale del budget dell'Unione europea. Questi finanziamenti hanno permesso una forte crescita rispetto agli altri stati dell'Unione europea in termini di aumento delle infrastrutture, calo della disoccupazione, aumento dell'export (soprattutto di alimentari) e aumento della manodopera.

### Turismo
Le mete turistiche più visitate sono le città di Cracovia (Kraków), Varsavia (Warszawa), Poznań, Breslavia (Wrocław), Danzica (Gdańsk), Sopot, Gdynia, Stettino (Szczecin), Świnoujście, Lublino (Lublin), Częstochowa e Zakopane. Tutte queste città hanno una ricca offerta turistica. Nel 2016 i distretti con il maggior numero di notti trascorse da turisti stranieri erano Cracovia, Świnoujście, Varsavia, Danzica, Breslavia, Białystok, Stettino e Katowice. Cracovia è chiamata la "Città della letteratura" iscritta nella lista dell'UNESCO, la capitale culturale della Polonia. Scrittori eccezionali, vincitori di premi Nobel, come Henryk Sienkiewicz, Czesław Miłosz e Wisława Szymborska, hanno lavorato qui. Qui si trova il maggior numero di monumenti di provenienza italiana (tra cui la cappella del re Sigismondo il Vecchio progettata da Bartolomeo Berecci a Wawel, un dipinto di Leonardo da Vinci, Dama con l'ermellino, la collezione della contessa Karolina Lanckorońska con dipinti italiani dal XIV al XVI secolo). Il turismo si concentra anche sui monumenti culturali nelle piccole città e villaggi - per esempio Miniera di sale in Wieliczka e Museo Casa natale di Fryderyk Chopin in Żelazowa Wola. Altri posti famosi sono i centri storici a Gniezno, Toruń, Stargard, Zamość, Castello di Książ in Wałbrzych, Castello di Malbork, Castello di Łańcut, Campo di concentramento tedesco in Oświęcim (Auschwitz), costa del Mar Baltico e parchi nazionali: di Białowieza, di Ojcow, Bieszczady e Babia Góra. La catena di alberghi e ristoranti è ben sviluppata. Nel 2019, in Polonia sono sbarcati 88.515.000 turisti.

### Trasporti

#### Aeroporti

Carta degli aeroporti in Polonia

Gli aeroporti principali della Polonia sono quelli di: Varsavia-Okęcie, Varsavia-Radom Varsavia-Modlin, Cracovia, Katowice, Danzica, Breslavia, Poznań, Rzeszów, Łódź, Bydgoszcz, Stettino e di Zielona Góra.

#### Rete stradale

La rete stradale pianificata

Le autostrade e superstrade in Polonia hanno un'estensione pianificata di 7300 km. Al 31 dicembre 2011 i chilometri percorribili sono 1 865.
La rete stradale è abbastanza frammentata, soprattutto nel tratto che dalla Germania conduce verso la Bielorussia, la rete è spesso trafficata dalla continua presenza di camion privi di una strada alternativa.
La rete autostradale conta diverse tratte aperte non ancora collegate fra loro. Esse sono, anche per via della recente costruzione, moderne, con corsia d'emergenza, oltre che munite di aree di servizio. La rete superstradale è sviluppata minormente. Il sistema di pagamento è misto. In alcuni tratti non prevede caselli ma solo barriere in determinati punti a inizio della tratta stessa (sistema aperto). In altri tratti, invece, prevede caselli. Di recente il governo polacco ha votato a favore dell'introduzione del pedaggio a caselli in tutta la rete autostradale polacca, commissionando la costruzione dei caselli in tutte le autostrade già in servizio sprovviste. Ha anche votato per un aumento del pedaggio quasi esponenziale, che in alcune tratte ha toccato il 300%.
Le autostrade sono:
- A1
- A2
- A4
- A6
- A8
- A18

Le superstrade sono:
- S1
- S2
- S3
- S5
- S6
- S7
- S8
- S10
- S11
- S12
- S14
- S16
- S17
- S19
- S22
- S51
- S61
- S69
- S74
- S79
- S86

#### Ferrovie

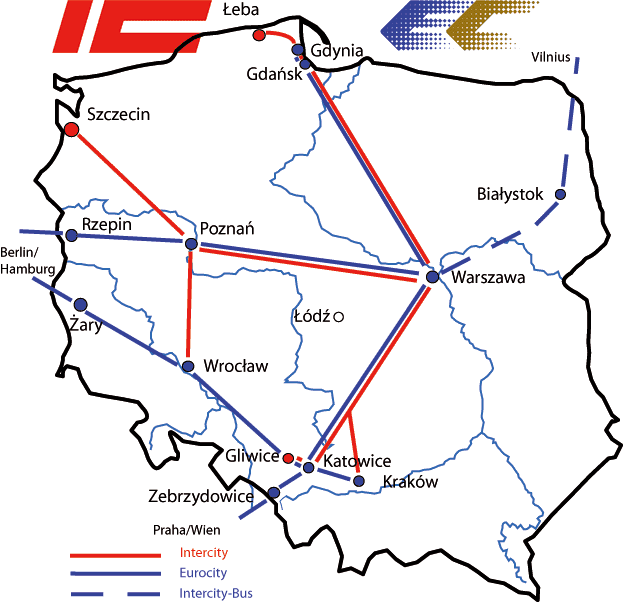
InterCity e EuroCity collegamenti ferroviari, 2007

Le ferrovie polacche adottano scartamento ferroviario standard di 1435 mm, in adozione nel resto dei paesi europei.
A effetto della continuità della rete polacca con le Repubbliche baltiche a nord, con la Bielorussia, e con il sistema ferroviario russo a est, aventi scartamento "largo russo" di 1520 mm, gli impianti ferroviari di confine con questi paesi sono dotati di attrezzature per il trasporto dei materiali, o di cambiamento dello scartamento dei carri, mediante la sostituzione dei carrelli, o più spesso mediante il transito di carri speciali dotati di sistemi di traslazione automatica delle ruote sugli assi, che permettono il cambio di scartamento 1520/1435 (SUW 2000 della ZNTK Poznań).

### Telecomunicazioni
In Polonia le azioni del settore delle telecomunicazioni nella produzione del PIL, era del 4,4% nel 2000, in crescita rispetto al 2,5% del 1996. Ciò nonostante, a dispetto delle grandi spese per l'infrastruttura del settore (la copertura è cresciuta da 78 utenti per 1 000 abitanti nel 1989 ai 282 del 2000), il settore è ancora sottosviluppato. La densità delle stazioni televisive varia da regione a regione, con molti buchi nelle zone rurali. I principali gestori di telefonia fissa in Polonia sono: Telekomunikacja Polska, Dialog e Netia. I principali gestori di telefonia mobile sono: Era, Blueconnect, FreeM, Heyah, Orange, Play, Plus, Sami Swoi, Simplus, Tak Tak e T-Mobile.

## Cultura

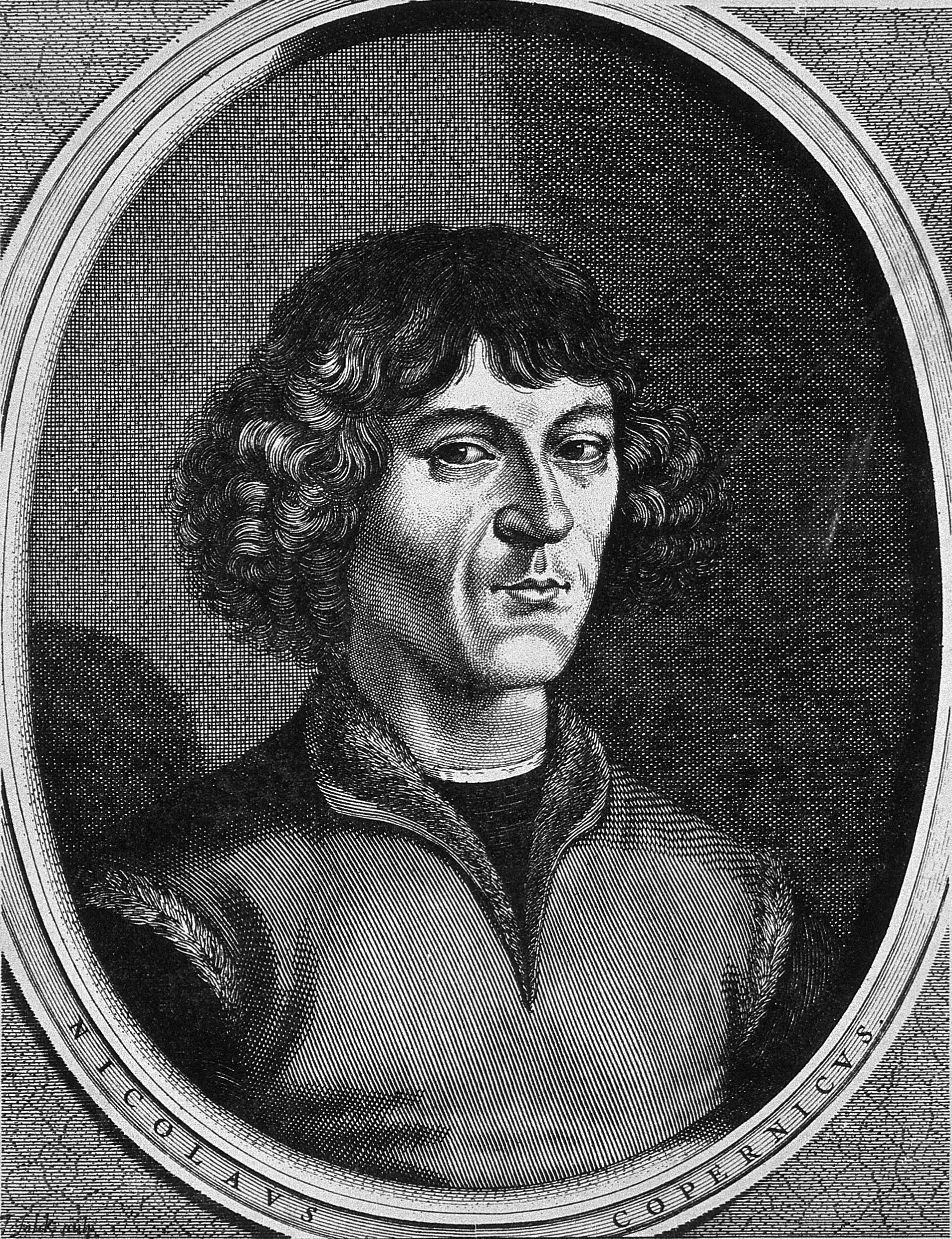
Niccolò Copernico (in polacco Mikołaj Kopernik) è famoso per aver propugnato, difeso e alla fine definitivamente promosso l'evidenza del sistema eliocentrico contro il sistema geocentrico fino ad allora sostenuto nel mondo cristiano.

### Pittura
Una delle più importanti rappresentanti del movimento artistico del XX secolo fu Tamara de Lempicka, nota esponente dell'Art déco.

### Patrimoni dell'umanità
Diversi siti della Polonia sono stati iscritti nella Lista dei patrimoni dell'umanità dell'UNESCO.

### Letteratura

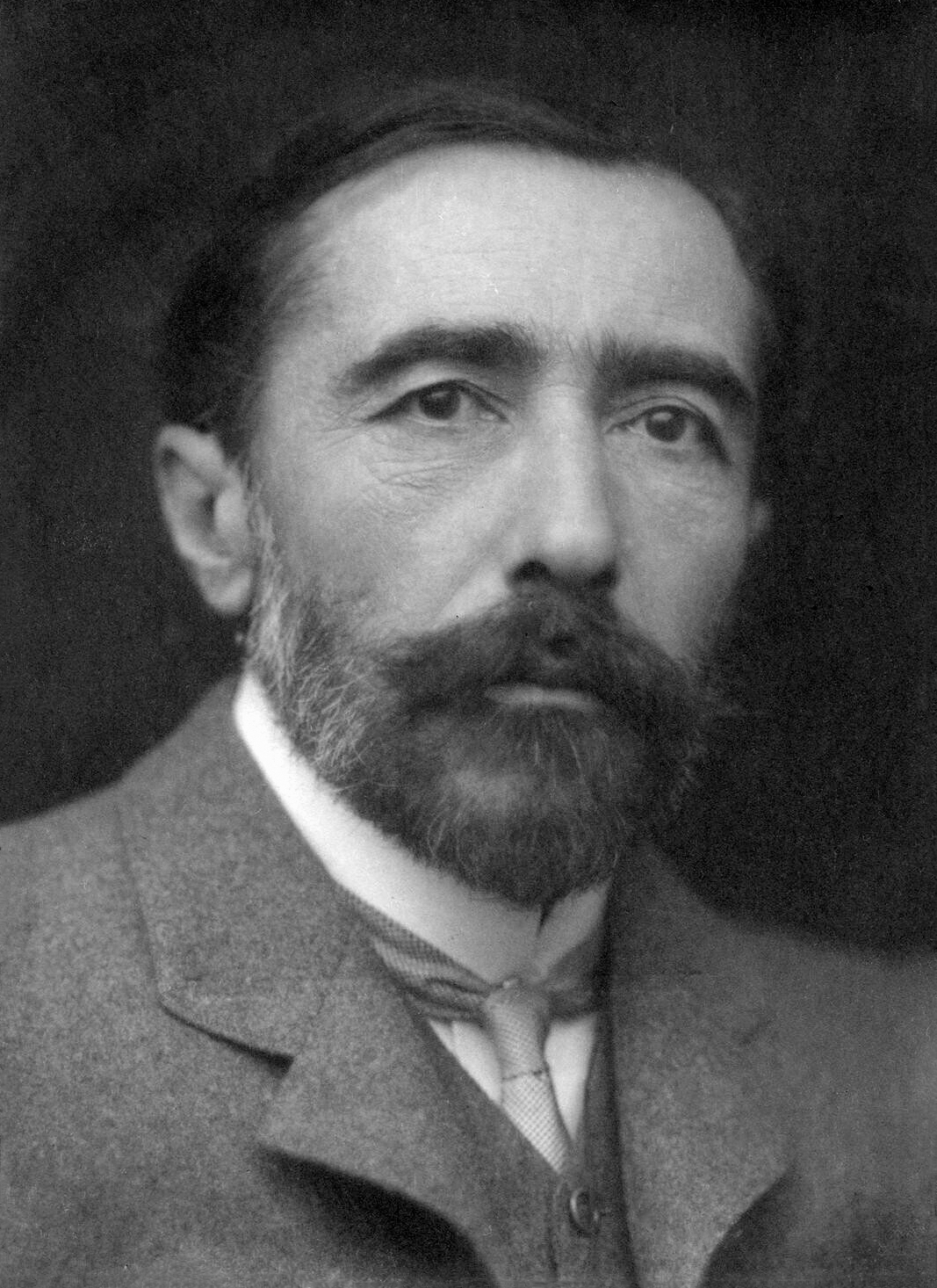
Joseph Conrad

Una letteratura polacca si afferma nel XVI secolo con la poetica religiosa di Jan Kochanowski.
Nel XIX secolo si afferma la letteratura dei Tre Bardi ovvero i poeti nazionali del romanticismo in Polonia: Adam Mickiewicz, Juliusz Słowacki e Zygmunt Krasiński e nasce il poema epico nazionale, Pan Tadeusz (1834) di Adam Mickiewicz e il romanzo storico (Quo vadis?, 1895) di Henryk Sienkiewicz, Premio Nobel per la letteratura 1905. Si distingue in questo periodo anche la figura di Cyprian Kamil Norwid. Tra il XIX e il XX secolo spicca lo scrittore polacco-britannico Joseph Conrad, precursore del modernismo, e autore di racconti e romanzi noti come Cuore di tenebra (1899) e Lord Jim (1900).
Il XX secolo è caratterizzato dai temi storici delle due guerre mondiali, dai temi sulla realtà polacca di Władysław Reymont, Premio Nobel per la letteratura nel 1924, dalla poesia di Czesław Miłosz, Nobel Letteratura nel 1980, Witold Gombrowicz, Mieczysław Jastrun, Agnieszka Osiecka e ancora Wisława Szymborska, Nobel Letteratura nel 1996.
Nel XX secolo si affermò anche il romanzo di fantascienza filosofica con Stanisław Lem, autore, tra l'altro, del romanzo Solaris (1961), tradotto in oltre trenta lingue.
Nel XXI secolo si sono distinti, tra gli altri, Jacek Dukaj, primo scrittore polacco ad aggiudicarsi il Premio letterario dell'Unione europea, nel 2009, col romanzo Lód, e la scrittrice Olga Tokarczuk, Premio Nobel per la letteratura del 2018.

### Filosofia e sociologia
Tra i grandi contributi in campo filosofico ricordiamo la figura dell'umanista Andrzej Frycz Modrzewski (1503-1572), esponente di spicco del Rinascimento polacco, considerato il padre della democrazia in Polonia e autore del trattato De Republica emendanda, in cinque libri.
Kazimierz Twardowski, il fondatore della scuola filosofica di Leopoli-Varsavia, ha dato un contributo eccezionale alla filosofia. La scuola includeva, tra gli altri Jan Łukasiewicz, Władysław Witwicki, Kazimierz Ajdukiewicz, Tadeusz Czeżowski, Tadeusz Kotarbiński, Zygmunt Zawirski, Stanisław Leśniewski, Władysław Tatarkiewicz, Alfred Tarski, Maria e Stanisław Ossowsscy. La scuola Lviv-Warsaw è diventata famosa in tutto il mondo grazie ai suoi risultati nel campo della logica. Tuttavia, la produzione della scuola è molto più ampia e copre praticamente tutte le discipline filosofiche. In ambito sociologico, tra il XX e il XXI secolo spicca la figura di Zygmunt Bauman, esponente della filosofia continentale, a cui si deve l'idea della cosiddetta modernità liquida e della società liquida.

### Musica

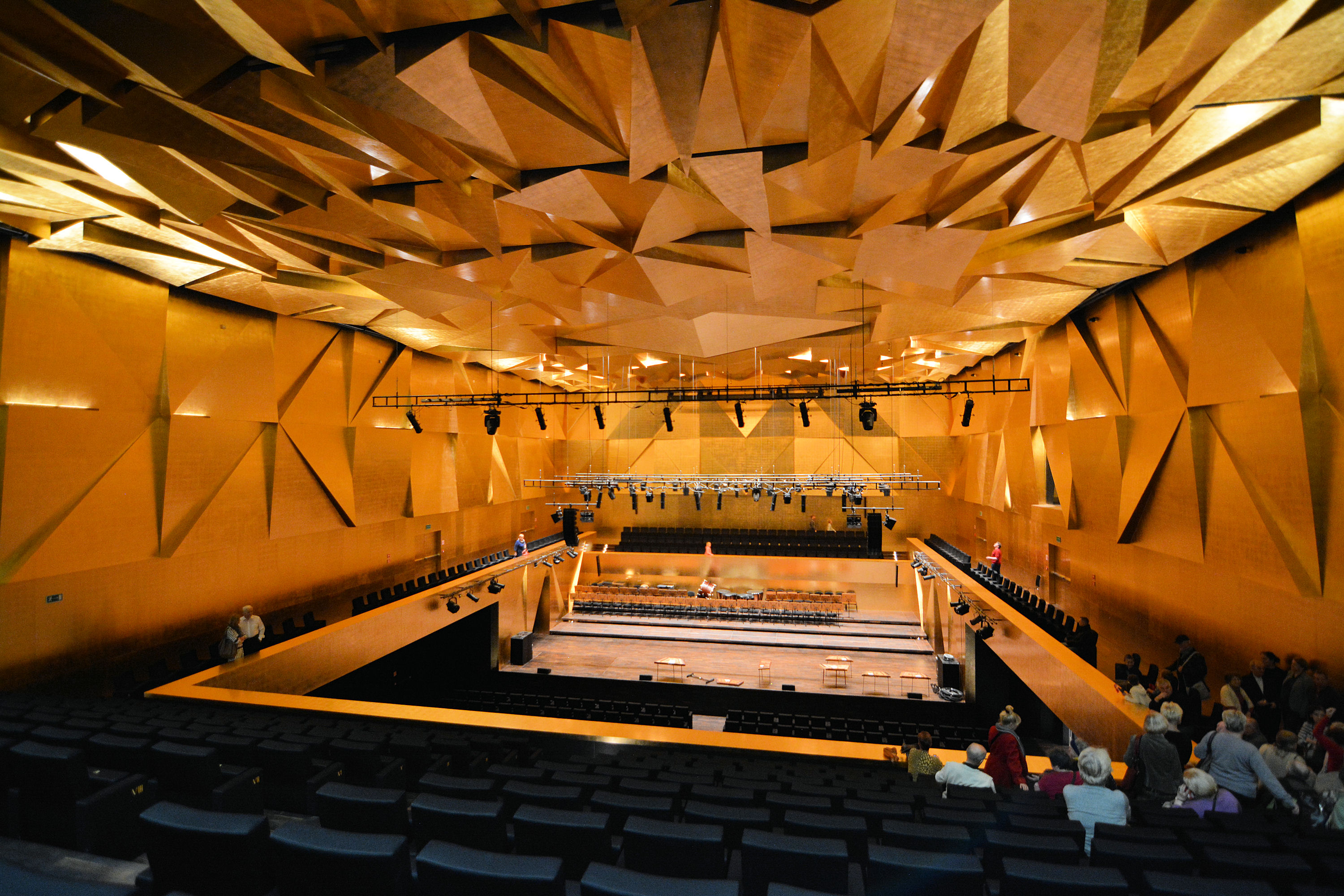
Orchestra filarmonica di Stettino

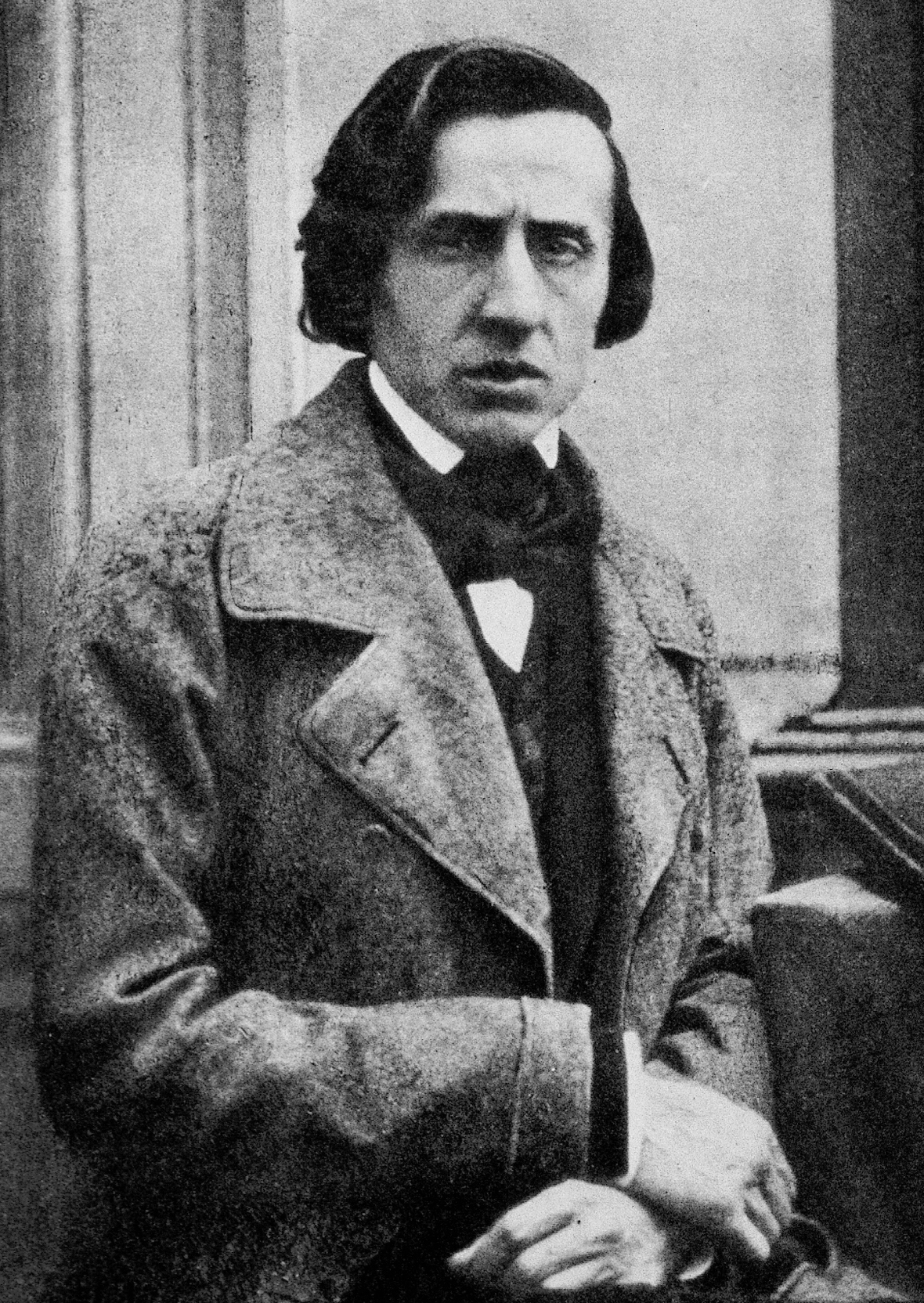
Fryderyk Chopin

La Polonia è il paese natale di Fryderyk Chopin (1810-1849), il compositore più rappresentativo della nazione e notevole esponente della musica romantica: a lui è intitolato il prestigioso Concorso pianistico internazionale Fryderyk Chopin che si svolge a Varsavia ogni cinque anni. In Polonia il padre dell'opera polacca viene considerato invece Stanisław Moniuszko (1819-1872). Altri compositori importanti furono Henryk Wieniawski e, tra il XIX e il XX secolo, Ignacy Jan Paderewski, Karol Szymanowski, esponente della cosiddetta Giovane Polonia, e il pianista, naturalizzato statunitense, Arthur Rubinstein. Di notevole importanza internazionale è anche la produzione musicale di compositori contemporanei quali Witold Lutosławski, Zbgniew Preisner, Henryk Górecki e Krzysztof Penderecki.
Ampia importanza ha comunque, nella vita culturale polacca, la musica. I generi ascoltati sono dei più svariati e frequente è l'ascolto in lingue diverse dal polacco o dall'inglese.
Fra i cantanti e i gruppi polacchi possiamo citare: Dżem, Grzegorz Turnau, Marek Grechuta, Anna Jantar, Ewa Demarczyk, Violetta Villas, Anna German, Ania Dąbrowska, Gosia Andrzejewicz, Kasia Nosowska, Kayah, Kasia Kowalska, Lady Pank, Piotr Sikorowski, Martyna Jakubowicz, Stare Dobre Małżeństwo, Kult e il frontman Kazik Staszewski, Czesław Niemen, Pidżama Porno, Perfect, Republika, Varius Manx, Kombi, Anita Lipnicka, T.Love, Myslowitz, Edyta Górniak, Krzysztof Krawczyk, Maryla Rodowicz, Budka Suflera, il musicista e pianista Krzysztof Komeda, Michał Szpak, il tenore Piotr Beczała e Sanah. Una notevole importanza riveste anche la musica metal: sono molti i gruppi polacchi di fama infatti, dai Vader ai Behemoth, dai Decapitated a Graveland.

### Cinema
Fra i più noti registi e attori polacchi possiamo citare: Krzysztof Kieślowski, Krzysztof Zanussi, Stanisław Bareja, Marek Koterski, Agnieszka Holland, Andrzej Wajda, Roman Polański, Paweł Pawlikowski, Jerzy Skolimowski e Andrzej Saramonowicz.

### Scienza

#### Astronomia
In ambito astronomico, Niccolò Copernico, con il suo De revolutionibus orbium coelestium (1543) espose la teoria eliocentrica (sistema eliocentrico), in opposizione alla teoria geocentrica (sistema geocentrico), dando un decisivo contributo alla nascita dell'astronomia moderna.

#### Polonia nello spazio
- 27 giugno 1978: Mirosław Hermaszewski è il primo polacco ad andare nello spazio.
- 13 febbraio 2012: viene lanciato PW-Sat, il primo satellite polacco.

#### Fisica e chimica

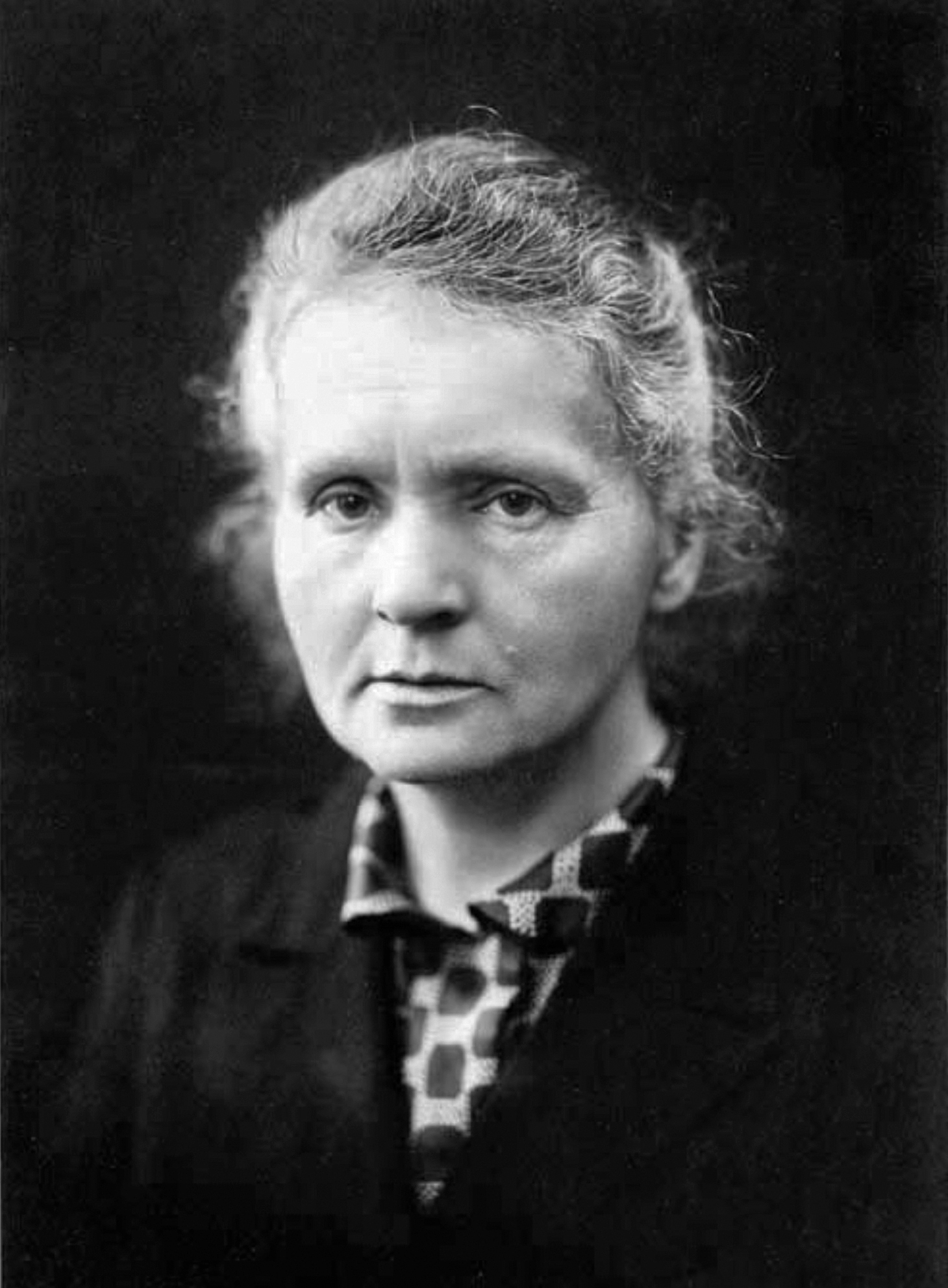
Marie Curie

Nel XX secolo si distinse l'importante figura di Marie Curie, Premio Nobel per la fisica, nel 1903, per i suoi studi sulle radiazioni e Premio Nobel per la chimica (assieme al marito Pierre), nel 1911, per la scoperta del radio (1898) e del polonio (1902): il polonio venne battezzato così proprio in onore della Polonia, terra natale di Marie Curie. Nel 1912 venne, inoltre, coniato il termine vitamine dal chimico polacco ma naturalizzato statunitense, Kazimierz Funk.

#### Medicina
In ambito medico, nel XX secolo, da ricordare la figura del biologo Rudolf Weigl, che ha realizzato il primo vaccino contro il tifo esantematico.

#### Linguistica
In ambito linguistico molto nota la figura di Ludwik Lejzer Zamenhof, che il 26 luglio 1887 pubblicò un libro dal titolo Unua libro, in cui descrisse la lingua ausiliaria internazionale dell'esperanto.

### Videogiochi
Per la Polonia il settore videoludico rappresenta uno degli ambiti di sviluppo più forti a partire dagli anni 2000, soprattutto a livello europeo. A dimostrazione dell'interesse nazionale riposto in questa forma d'arte interattiva, il primo ministro polacco, Donald Tusk, ha offerto come dono il videogioco polacco The Witcher 2: Assassins of Kings (tratto dai libri di Andrzej Sapkowski) al presidente degli Stati Uniti d'America Barack Obama nel 2011, durante il loro incontro ufficiale.
Un'altra serie di videogiochi molto famosa in Polonia è Kao the Kangaroo, con protagonista l'omonimo marsupiale. A questa serie di videogiochi il governo decise anche di dedicare una produzione di francobolli. People Can Fly è una casa di sviluppo di videogiochi con sede principale a Varsavia, il cui primo videogioco sviluppato è stato Painkiller e il ben più noto Fortnite, mentre The Farm 51, con sede a Gliwice, in Polonia, ne ha sviluppato il remake, dal titolo Painkiller: Hell & Damnation. Nel 2016, il governo polacco sostiene egli stesso l'industria videoludica nazionale, con fondi di decine di milioni di euro; tra le software house sostenute vi sono le ben note CD Projekt (produttrice di Cyberpunk 2077, tra gli altri) e Techland (di cui una delle sue serie più iconiche è Call of Juarez).

### Comunicazione
Secondo Reporter senza frontiere, la libertà di stampa della Polonia nel 2004 era al 32º posto su 164 paesi.

## Tradizioni

### Gastronomia

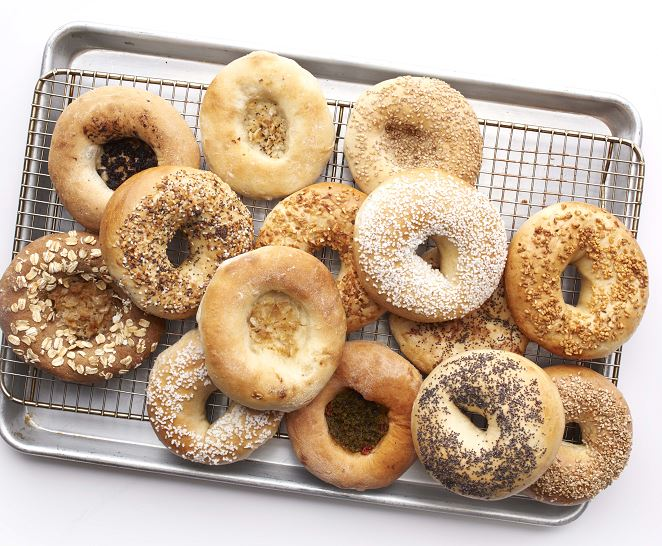
Il bagel ha avuto origine in Polonia

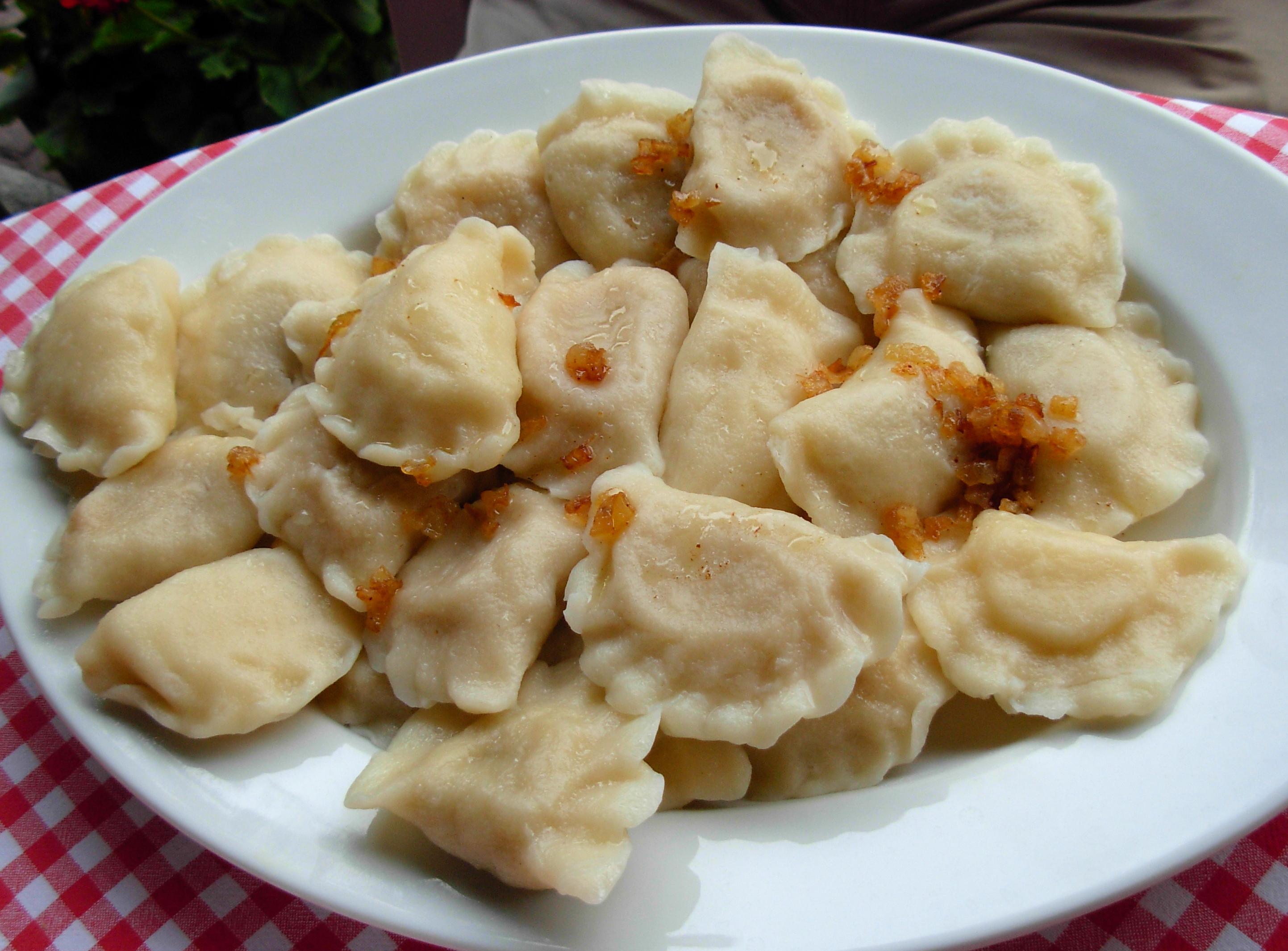
Il piatto nazionale più popolare, tipico della Polonia, sono i pierogi, spesso serviti come piatto principale a pranzo o per cena. Si tratta di pasta ripiena con varie farciture, in prevalenza salati ma anche dolci.

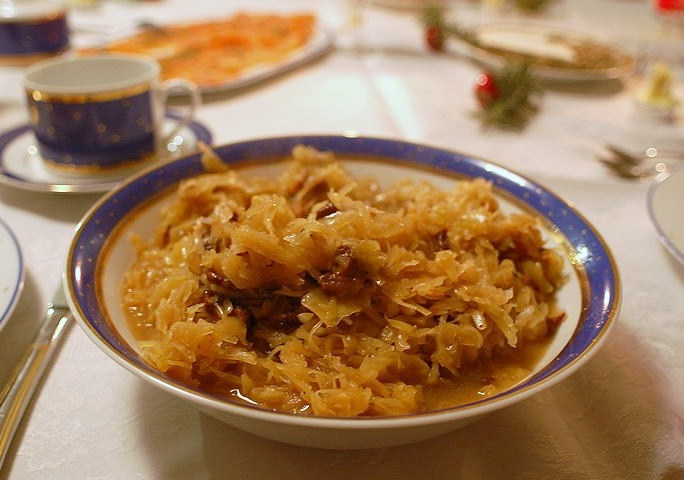
Bigos, piatto tradizionale risalente al Medioevo. Gli ingredienti base dei bigos sono crauti finemente sminuzzati o cavolo fresco (a volte si usano solo crauti), vari tipi di carne e salsicce, funghi secchi, prugne (o affumicate), cipolle e spezie. Il piatto è stufato nel vino rosso e servito con pane a lievitazione naturale.

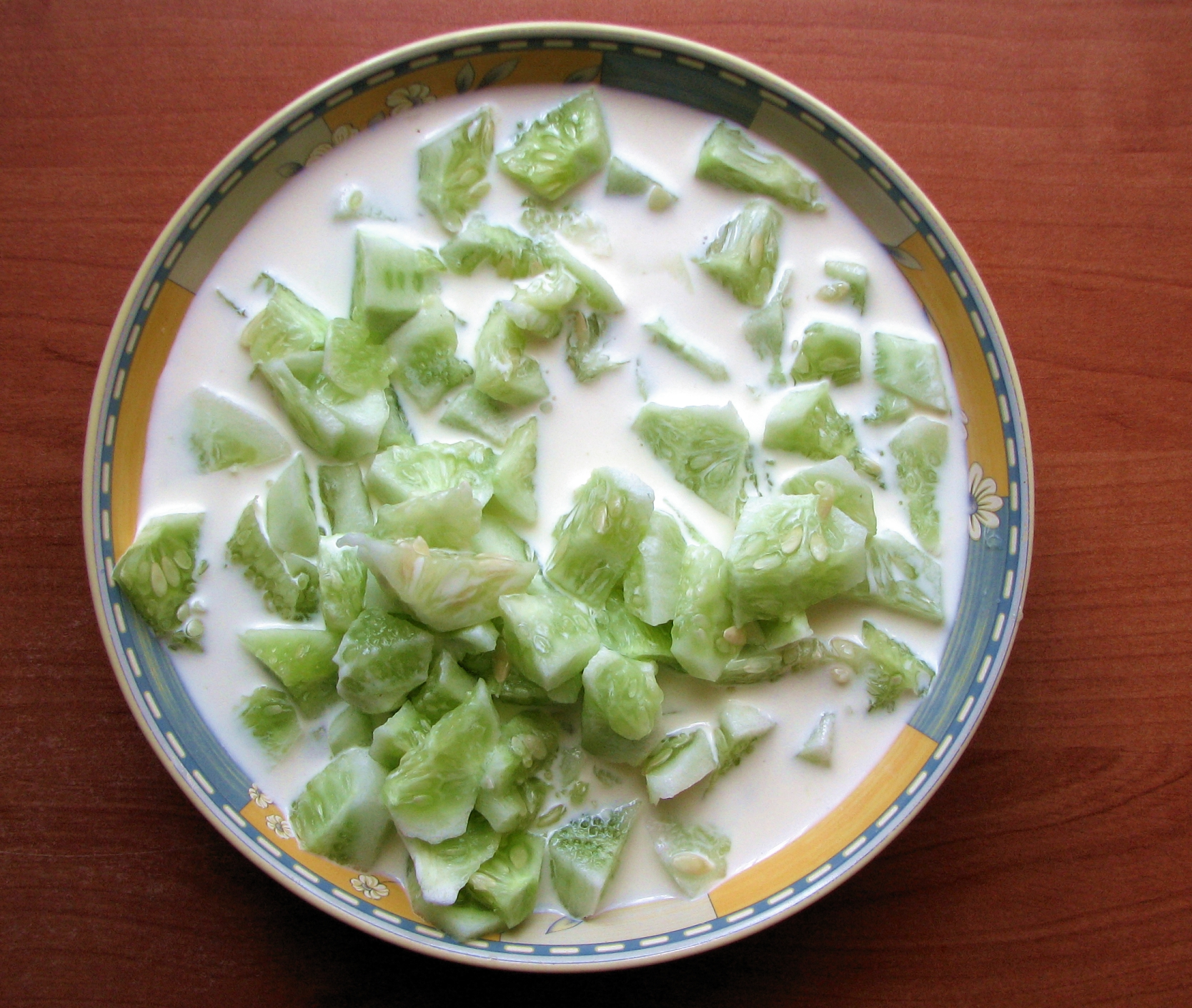
Mizeria, insalata di cetrioli verdi

La cucina polacca è molto varia ma risulta difficile definirne l'origine e la tipicità. La cucina attuale infatti è frutto dei cambiamenti storici e delle numerose invasioni, che hanno profondamente influenzato la moda culinaria ed è il risultato della reinterpretazione delle influenze delle cucine russa, tedesca, francese e italiana. L'ingrediente principale è la patata ma sono molto celebri le carni di maiale affumicate e le zuppe.
Il pranzo è il pasto principale della giornata, ed è consumato nelle prime ore del pomeriggio. Le portate sono una zuppa, seguita da un piatto generico e verdura e infine il dolce accompagnato da tè.
Tra le minestre tradizionali il barszcz, una zuppa di barbabietole, il żurek, una minestra di farina di segale acida, la ogórkowa, una minestra di cetrioli, e il kapuśniak, a base di cavoli.
Il più celebre e tradizionale piatto polacco è il bigos, uno stufato di carne, cavoli e crauti, con aggiunta di prugne secche e altre spezie. Tra i piatti celebri i pierogi, ravioli ripieni, a scelta, di formaggio, funghi, frutta, cavoli o carne, i gołąbki, involtini di cavolo ripieni di carne e di riso, i pyzy, gnocchi di patate con o senza ripieno di carne. Tra i piatti a base di pesce da annoverare vi sono il karp, carpa in gelatina o fritta, e lo śledź, filetti di aringa serviti in diverse salse a base di panna e aceto. Un altro piatto nazionale molto popolare, tipico della Polonia, è la braciola di maiale (pol. Kotlet schabowy), spesso servita come piatto principale a cena. È una braciola di maiale impanata (con o senza osso) che ricorda una cotoletta viennese.
Mizeria (dal latino miserere, abbi pietà) – secondo la leggenda, portata in Polonia dalla principessa italiana Bona Sforza d'Aragona, divenuta poi regina di Polonia – insalata di cetrioli verdi (grattugiati o affettati) e panna acida, un'aggiunta frequente alla cena con un piatto nazionale – braciola di maiale ("schabowy") o braciola polpettone ("mielony) con l'aggiunta di cipolla e panna, kefir, yogurt o latte cagliato, anche se esistono anche versioni con olio e pepe o con succo di limone e zucchero. Questa insalata è inoltre completata con pomodoro, aneto, erba cipollina, menta, prezzemolo o fiori e foglie di borragine.
Gzik (o gzika) – un piatto regionale tipico della Grande Polonia e della cucina cuiaviana; ricotta mescolata con panna (si usa latte o yogurt al posto della panna), mescolata con erba cipollina e ravanello (ci sono anche altri additivi, ad esempio cipolla o uovo). Gzik servito con patate al cartoccio si chiama "pyry z gzikiem".
Tra i dolci tipici si possono annoverare: makowiec, il cui ingrediente principale sono i semi di papavero, sernik a base di formaggio fresco e piernik a base di miele e spezie.
Le bevande tipiche polacche sono la birra, la vodka, la śliwowica (ottenuta dalla fermentazione delle prugne), il kwas. La cena viene servita con il kompot, una bevanda a base di frutta bollita (ad es. mele, pere, zucche, prugne).

## Festività nazionali
| Data        | Nome                                        | Celebrazione                                                         |
| ----------- | ------------------------------------------- | -------------------------------------------------------------------- |
| 3 maggio    | Giorno della Costituzione polacca di maggio | Celebra la Costituzione polacca del 1791, prima Costituzione europea |
| 11 novembre | Giorno dell'indipendenza della Polonia      | Celebra l'indipendenza polacca dalle potenze straniere, nel 1918     |

### Altre ricorrenze nazionali
- 16 ottobre: Dzień Papieża Jana Pawła II (Giorno di papa Giovanni Paolo II); anniversario dell'elezione di papa Giovanni Paolo II nel 1978.
- 25 dicembre: Natale in Polonia: Celebrazioni per la ricorrenza del Natale.

## Sport

### Calcio

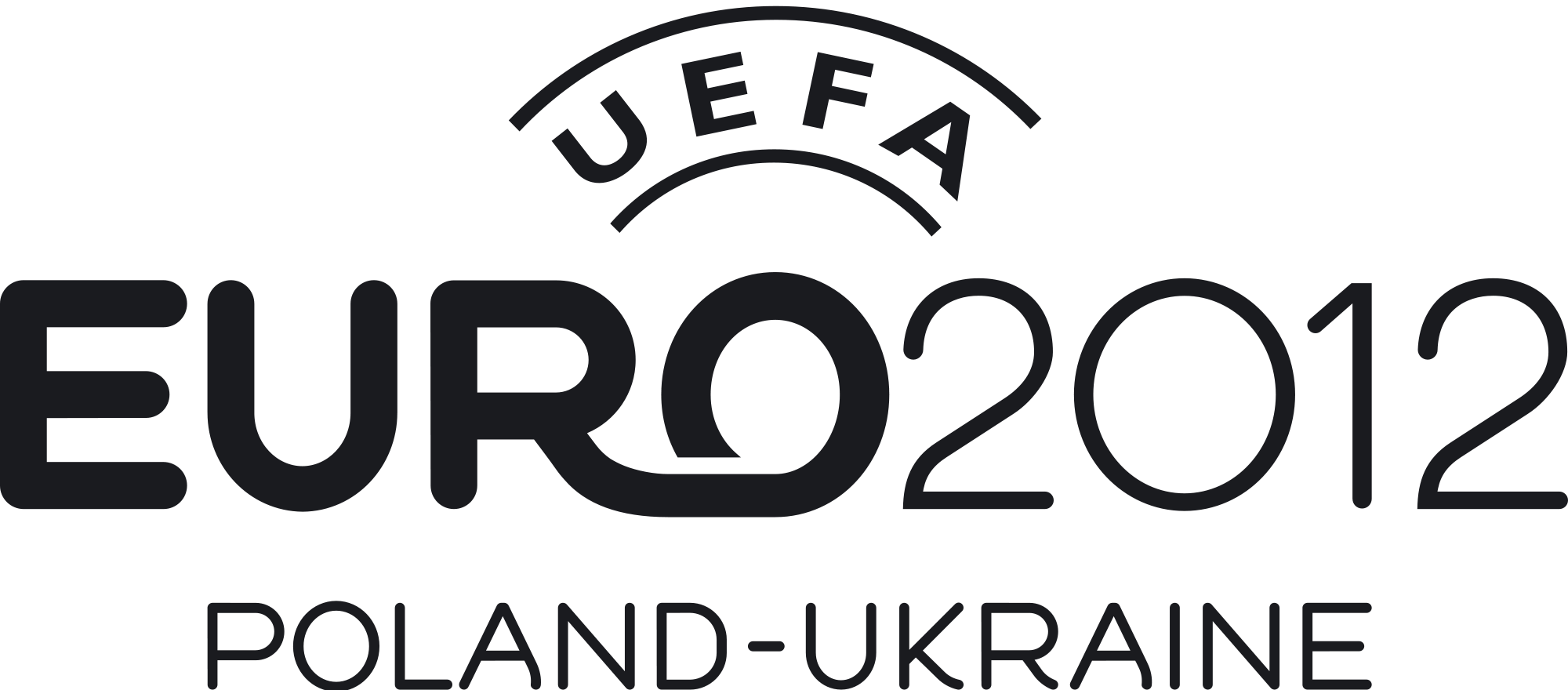
Logo ufficiale del campionato europeo di calcio 2012

Lo sport nazionale è il calcio. La nazionale polacca si è qualificata otto volte per la fase finale dei campionati mondiali di calcio, giungendo terza nel 1974 e nel 1982. Ha partecipato per la prima volta alla fase finale di un Campionato europeo nel 2008 e ha ospitato, insieme all'Ucraina, quelli del 2012. Ha conquistato inoltre la medaglia d'oro alle Olimpiadi di Monaco del 1972 e la medaglia d'argento alle Olimpiadi di Montréal del 1976 e alle Olimpiadi di Barcellona del 1992.
I più famosi calciatori polacchi vengono considerati Zbigniew Boniek, inserito nella lista FIFA 100, e Robert Lewandowski.

#### Campionato europeo di calcio 2012
La Polonia assieme all'Ucraina ha ospitato nel mese di giugno la fase finale del Campionato europeo di calcio 2012. Questo evento, organizzato dalla UEFA, ha visto impegnate 16 squadre nazionali, che si sono affrontate sui campi di Varsavia, Poznań, Danzica e Breslavia.
A europeo concluso in mano al paese polacco rimangono, tra le altre migliaia di investimenti, soprattutto i quattro stadi di livello mondiale: Stadion Narodowy (Varsavia), PGE Arena Gdańsk (Danzica), Stadion Miejski (Poznań), Stadion Miejski (Breslavia).

#### Campionato europeo di calcio Under-21
La Polonia ha ospitato dal 7 al 30 giugno 2017 il Campionato europeo di calcio Under-21.

### Pallavolo
La nazionale di pallavolo polacca è stata, al pari di gran parte delle nazionali dell'Europa dell'Est, una delle più forti compagini al Mondo fra gli anni 1950 e 1980. In particolare, a metà degli anni 1970, fu l'unica a contendere all'Unione Sovietica il ruolo di squadra più forte del mondo, riuscendo a vincere sia il Mondiale sia l'Olimpiade. Nel 2014 la Nazionale di pallavolo maschile della Polonia ha vinto di nuovo il Mondiale in casa e si è riconfermata campione del mondo nel 2018.

### Giochi olimpici
La prima medaglia d'oro olimpica per la Polonia è stata vinta da Halina Konopacka, nel lancio del disco, ai Giochi olimpici di Amsterdam nel 1928. La prima medaglia olimpica per la Polonia fu la medaglia d'argento vinta nel ciclismo (inseguimento a squadre), ai Giochi olimpici di Parigi 1924.

### Altri sport
Altri sport molto popolari in Polonia sono la pallacanestro, lo speedway, l'hockey su ghiaccio, la pallamano e anche il salto con gli sci.

### Alpinismo
- Il 15 febbraio 1840 venne conquistata la vetta più alta dell'Australia, dall'alpinista polacco Paweł Edmund Strzelecki, che la chiamò Monte Kosciuszko dal cognome dell'eroe nazionale polacco Tadeusz Kościuszko.
- Per quanto concerne ancora l'alpinismo, sono da ricordare le importanti affermazioni di Wanda Rutkiewicz, prima europea a scalare il monte Everest il 16 ottobre 1978, e prima donna nel mondo, nel 1986, a scalare il K2[44].